# Wirtschaftskrise 2020–2021

Übersicht des im April 2020 erwarteten prozentualen Wachstums der Wirtschaftskraft je Staat für das Jahr 2020. Die braun markierten Staaten hatten einen Rückgang der Wirtschaftskraft zu erwarten. Die grün markierten Staaten erwarteten einen Zuwachs der Wirtschaftskraft. Zu grau markierten Staaten gab es keine Daten. Quelle: Economic Outlook Report des Internationalen Währungsfonds.

Die Wirtschaftskrise 2020–2021 (auch Corona-Wirtschaftskrise oder Corona-Rezession, auf Englisch auch bekannt als The Great Lockdown) entstand im Zuge der COVID-19-Pandemie. In vielen Ländern wurde im Rahmen von angeordneten Massenquarantänen („Lockdowns“) das soziale und wirtschaftliche Leben weitgehend heruntergefahren. Infolgedessen kam es zu Betriebsschließungen und es wurden Ausgangsbeschränkungen und Kontaktbeschränkungen erlassen, um die ungebremste Ausbreitung des Coronavirus SARS-CoV-2 zu verhindern, das die Krankheit COVID-19 verursacht. In vielen Ländern der Welt ist die Wirtschaftsleistung gesunken und die Arbeitslosigkeit gestiegen. Zahlreiche Staaten haben um internationale Kredithilfe gebeten.
Im Zusammenhang mit Investitionsprogrammen wurde und wird diskutiert, wie mit diesen Geldern ein Grüner Wirtschaftsaufschwung (ein Strukturwandel hin zu einer klimaverträglicheren Ökonomie) beschleunigt und gestaltet werden kann.
Mit zunehmendem zeitlichen Abstand von den Anfängen der Pandemie, die von der Weltgesundheitsorganisation (WHO) (Stand: Januar 2024) noch nicht für beendet erklärt worden ist, rücken stärker Aspekte in den Vordergrund, die in der Krise unter ökonomischen Aspekten nicht nur eine vorübergehende Konjunkturkrise, sondern auch eine länger anhaltende Strukturkrise sehen, vor allem unter dem Gesichtspunkt nachhaltiger Wirkungen der Störung der Entwicklung von Humankapital bei Kindern, Jugendlichen und jungen Erwachsenen.

## Geschichte der Wirtschaftsentwicklung während der Pandemie
2020 kam es durch die Epidemie in Wuhan (China) und auch in anderen Teilen Chinas zu ökonomischen Folgen. Am 24. Januar 2020 schloss der Shanghai Disneyland Park wegen des Virusausbruchs zeitweise. Es folgten etwa die Filialen von McDonald’s China in den Städten Wuhan, Ezhou, Huanggang, Qianjiang und Xiantao. Ebenso schloss Google seine Büros, und Toyota gab einen Produktionsstopp bekannt. Zugleich nahm Starbucks 2000 seiner Filialen in China temporär außer Betrieb. McDonald’s schloss bis zu 300 Restaurants, IKEA die 30 Ladengeschäfte in China. Auch Apple ließ seine Filialen geschlossen. Deutsche Großunternehmen stoppten Dienstreisen von und nach China sowie Konferenzen in dem Land. Die Containerausfuhren per Schiff aus China gingen (im Februar 2020) um 30 Prozent zurück.
Erste Messen wurden auch in Barcelona, Genf und Peking abgesagt. Am 28. Februar wurde der Genfer Auto-Salon, der vom 5. bis zum 15. März stattfinden sollte, abgesagt.

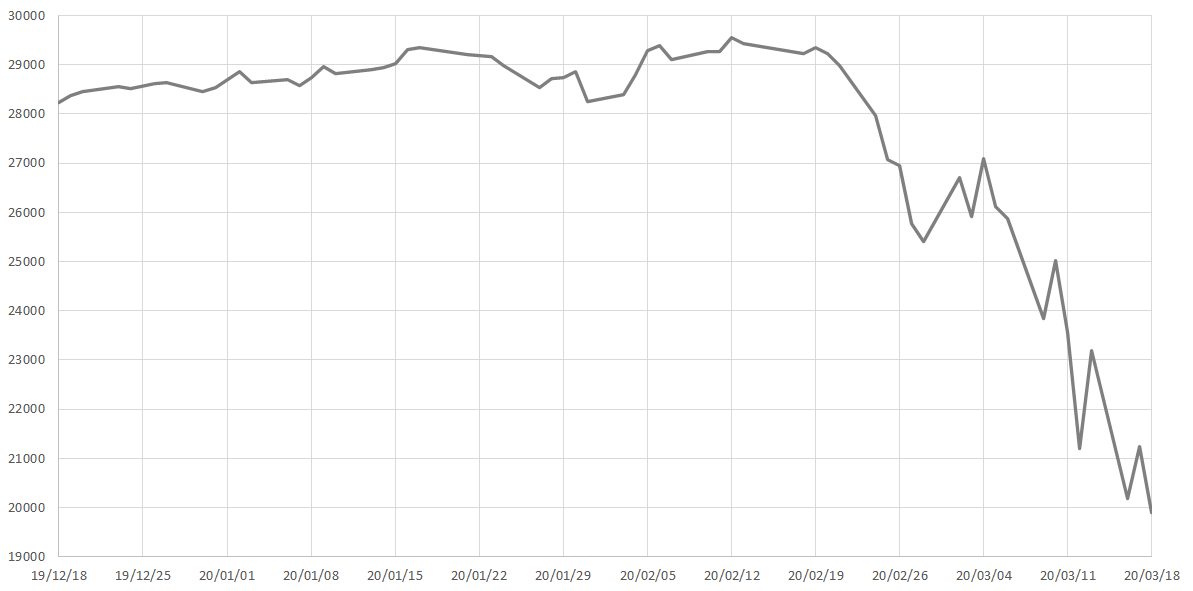
Indexentwicklung des Dow Jones Januar bis 18. März 2020

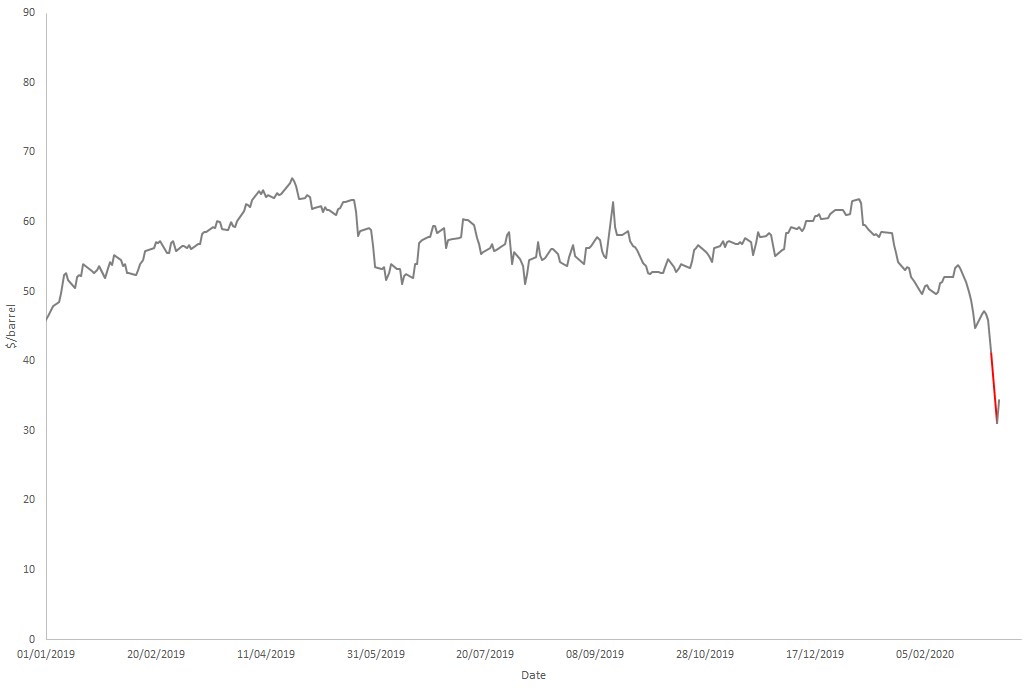
Ölpreis für die Sorte WTI Januar bis 10. März 2020

Am 9. März 2020 (einem Montag) kam es nach beginnenden Kursverlusten in den Vortagen zu einem Börsencrash, dem sogenanntem Corona-Crash. An der Wall Street wurde der größte Einbruch der Börsenkurse seit dem Börsenkrach am 19. Oktober 1987 vermeldet. Auch andere Indizes verloren stark. Zudem gab es einen starken Preisverfall am Ölmarkt, für den eine Auseinandersetzung und ein Preiskrieg zwischen den Ölexporteuren Saudi-Arabien und Russland ebenso ursächlich war wie ein Nachfrageeinbruch aufgrund der Corona-Krise, der zu einer Verbilligung des Rohöls seit Jahresbeginn um 25 % geführt hatte. Der Dow Jones und auch der DAX verzeichneten mit einem Verlust von 23 beziehungsweise 25 % jeweils ein historisch schwaches erstes Quartal 2020. Die Rohöl-Sorte WTI wurde Ende März mit unter 20 US-Dollar pro Barrel gehandelt. Am 20. April 2020 erreichte die US-amerikanische Ölsorte WTI kurzzeitig erstmals einen negativen Wert. Ein Grund war, dass in den USA kurzfristig die Überfüllung der Lager drohte. Der Preis für die Nordseesorte Brent lag am Abend des Tages noch bei 27 Dollar pro Fass. Bis Mitte Mai 2020 erholte sich der Ölpreis und lag auch für die Sorte WTI wieder über 30 Dollar, auch nachdem am 9. April eine Kürzung der Fördermengen vereinbart worden war. Unsicherheiten am Ölmarkt durch die Krise und den latenten Konflikt der Förderländer blieben allerdings zunächst bestehen. Die NASDAQ hatte Mitte Mai einen höheren Kurs als vor der Pandemie.

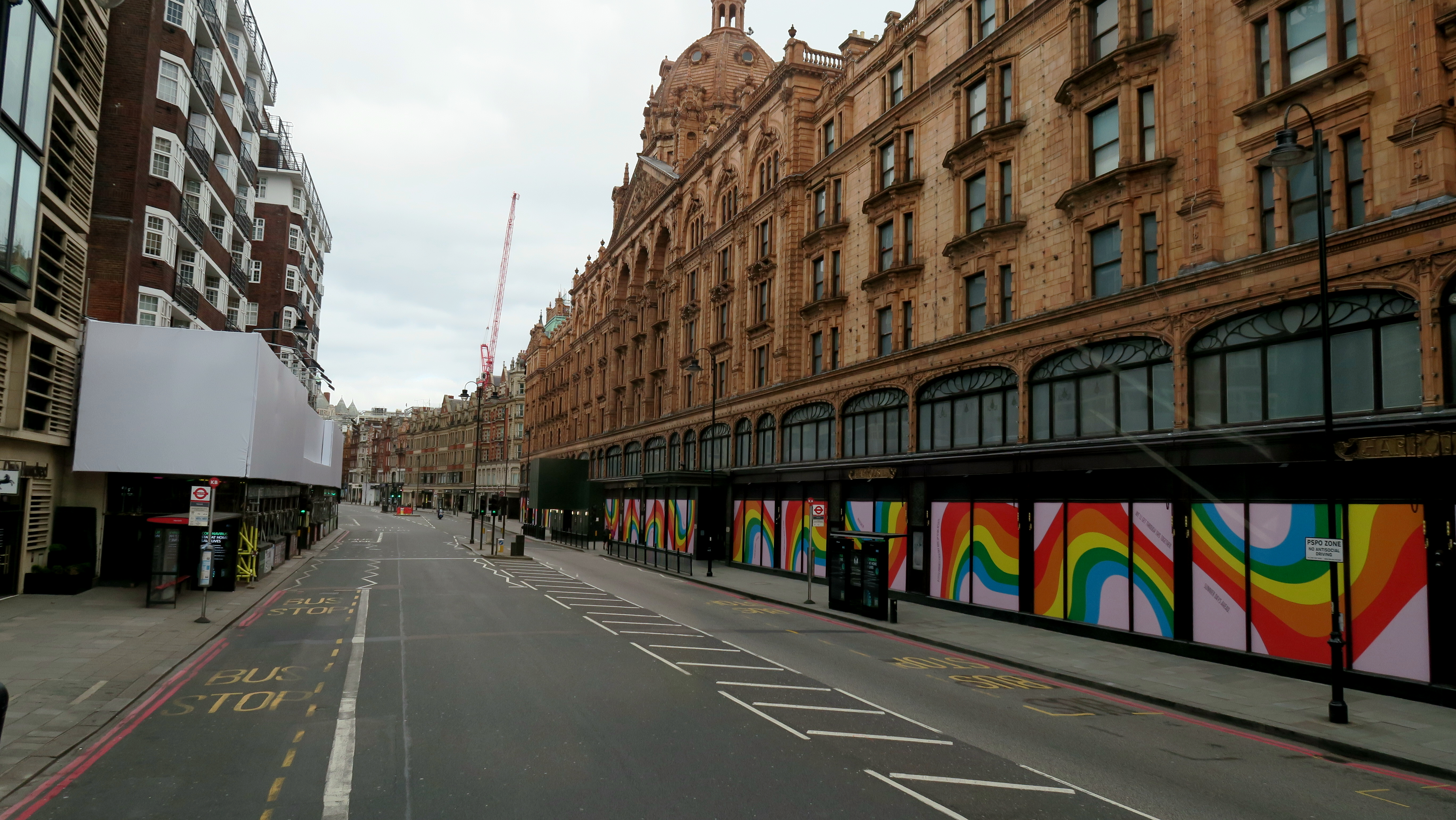
Vor Harrods in London, Samstagnachmittag, 28. März 2020

In vielen Ländern nahmen durch die Schließungen von Geschäften und Unternehmen Arbeitslosigkeit und Kurzarbeit zu. So verzehnfachte sich in der Woche des 26. März 2020 die Zahl von Erstanträgen auf Arbeitslosenhilfe in den USA von 282.000 in der Vorwoche auf rund 3,3 Millionen – ein historisch einmaliger Anstieg. In der folgenden Woche verdoppelte sich diese Zahl; im März verloren fast zehn Millionen US-Amerikaner ihren Arbeitsplatz. Auch in Österreich, Spanien und Norwegen wurde ein starker Anstieg der Arbeitslosigkeit gemeldet. In Norwegen verfünffachte sich die Arbeitslosigkeit binnen kurzer Zeit, der höchste Wert seit der Depression vor 80 Jahren. Viele Firmen schickten ihre Mitarbeiter zudem ins Homeoffice, was weitreichende Folgen für die Mobilität, etwa bei den Verkehrsbetrieben, hat. Für die USA wird im Frühjahrsquartal mit einem Rückgang der Wirtschaftsleistung um 8 % gerechnet.
Textilunternehmen fehlten durch Geschäftsschließungen viele Absatzmöglichkeiten. Sie stornierten oder verschoben Aufträge in Bangladesch im Wert von mindestens 1,5 Milliarden Dollar, wodurch die Unternehmen dort ihre Arbeitskräfte nicht mehr bezahlen konnten. In Kambodscha setzten nach Angaben des dortigen Arbeitsministeriums mehr als 110 Bekleidungsfabriken, die zusammen fast 100.000 Arbeiter beschäftigen, wegen der Pandemie ihre Produktion aus.
Gastronomiebetriebe und Ladengeschäfte wurden weltweit geschlossen. Am 21. März 2020 stellte etwa McDonald’s Schweiz den Betrieb bis auf Weiteres komplett ein. Internationale Fluglinien stellten den Betrieb für Passagierflüge ein, darunter am 25. März Emirates. Die IATA sprach von der „schlimmsten Krise“ der Geschichte des internationalen Luftverkehrs und rechnete für 2020 mit Umsatzeinbrüchen von bis zu 44 % oder 252 Milliarden Dollar. Die Luftbewegungen im europäischen Luftraum etwa reduzierten sich Ende März auf ein Viertel des Vorjahreswerts. Sowohl Airbus als auch Boeing legten Anfang April weltweit Produktionsstandorte still. Auch langfristig wurde mit deutlich weniger Flugverkehr und damit einem geringeren Bedarf an Flugzeugen gerechnet, bei vier Monaten Flugbeschränkung bis 2030 etwa 27 % weniger.
Amazon verdoppelte etwa im zweiten Quartal 2020 gegenüber dem Vorjahreszeitraum seinen Nettogewinn auf 5,3 Milliarden Dollar, im dritten Quartal verdreifachte es seinen Nettogewinn auf 6,3 Milliarden Dollar, was etwa 5,3 Milliarden Euro entsprach. Der Nettogewinn für das Gesamtjahr 2020 steigerte sich um 84 % auf 21,3 Milliarden US-Dollar. Facebook erhöhte im dritten Quartal seinen Gewinn auf 7,9 Milliarden Dollar gegenüber dem Vorjahresquartal, Alphabet auf 11,2 Milliarden Dollar. In den drei Monaten bis Ende November lag der Nettogewinn von Fedex bei 1,3 Milliarden Dollar nach 660 Millionen Dollar im Vorjahreszeitraum.
2021 kam es im Welthandel zu Lieferengpässen bei bestimmten Gütern, darunter Mikrochips, Plastik und Holz.

## Prognosen zur Entwicklung der Weltwirtschaft
Laut der Prognose des Internationalen Währungsfonds (IWF) Ende März 2020 war eine Rezession „unausweichlich“ und wurde als mindestens so folgenreich wie jene in der globalen Finanzkrise 2009 erwartet. Der IWF hatte bereits von 81 Entwicklungs- und Schwellenländern Anfragen nach Krediten erhalten. Die OECD gab bekannt, dass jeder Monat, in dem in einem Staat Ausgangsbeschränkungen existieren, „das jährliche Wirtschaftswachstum um zwei Prozentpunkte“ senkt. Die Welthandelsorganisation (WTO) erwartete Anfang April einen starken Rückgang des Welthandels um 13 bis 32 % im Jahr 2020. Mitte April 2020 erwartete der IWF „vermutlich die schlimmste Rezession seit der Großen Depression in den 1930er Jahren“. Die Krise sei „wie keine andere bisher.“ Die Weltwirtschaft werde 2020 um etwa 3 % schrumpfen. De facto seien, anders als in der Finanzkrise um 2009, alle Länder betroffen. Für die USA wurde ein Rückgang um 5,9 % prognostiziert, für die Euro-Zone um 7,5 %. Die EU-Kommission ging Anfang Mai 2020 von einem Rückgang der Wirtschaftsleistung für die Euro-Zone von etwa 7,75 % aus. Auch 2021 werde es keinen vollständigen Ausgleich geben. Wirtschaftskommissar Paolo Gentiloni sprach von einem ökonomischen „Schock“, wie es ihn seit der Großen Depression nicht gegeben habe. Im Juli senkte die Kommission ihre Prognose und ging nunmehr von einem Wirtschaftseinbruch um 8,7 % für die Eurozone und 8,3 % für die Union als Ganzes für 2020 aus. Kommissar Valdis Dombrovskis sagte, die wirtschaftlichen Auswirkungen des Lockdowns seien „noch schlimmer, als wir ursprünglich erwartet haben“. In der Konjunkturprognose stünden Polen, Dänemark, Schweden, Luxemburg und Deutschland verhältnismäßig gut da; Spanien, Frankreich, Italien und Kroatien seien mit mehr als zehn Prozent Minus die größten Verlierer. Grundsätzlich hielt Helmut Ettl, Chef der österreichischen Finanzmarktaufsicht, zu den Prognosen fest: „Corona ist nicht nur für die Gesundheit tückisch, sondern auch bezüglich seiner Wirkung auf die Wirtschaft. Diese Art der Krise kennen wir nicht, wir haben keine Erfahrungswerte.“
Hilfsorganisationen wiesen auf die Gefahr hin, dass an den wirtschaftlichen Folgen der Krise mehr Menschen, vor allem in den ärmsten Ländern, sterben könnten als durch das Virus. Prognosen gingen von 35 bis 65 Millionen Menschen aus, die in die absolute Armut abrutschen könnten, wodurch ihnen der Hungertod drohe. Aus Indien etwa gibt es bereits Berichte über durch die Ausgangssperre vom Hungertod bedrohte Menschen. Anfang April 2020 durfte rund ein Drittel der Beschäftigten weltweit nicht mehr arbeiten. In vielen Ländern fehlen zudem die Einnahmen aus dem Tourismus. Laut der Ratingagentur Fitch lagen die Wachstumsprognosen für viele der größten Industrie- und Schwellenländer für 2020 bei zwischen minus zwei und minus fünf Prozent. Die Welthungerhilfe prognostizierte im Juli 2020, dass aufgrund der Krisenfolgen die Zahl der an Hunger leidenden Menschen auf eine Milliarde steigen könnte. Die Krise wirke laut Generalsekretär Mathias Mogge wie ein „Brandbeschleuniger“ auf bereits existente Krisen. Mogge berichtete, dass er aus Ländern wie Simbabwe oder Kenia höre, dass die Menschen eher an Hunger stürben, als an Corona. Für Simbabwe etwa prognostizierte er ein Ansteigen der Zahl der Hungernden von sechs auf acht Millionen durch die Krise. In Kenia seien die Lebensmittelpreise um 30 Prozent gestiegen.
Ein Modell der von einer wirtschaftlichen Rezession ausgelösten Dynamik operiert mit den Buchstaben „L“, „V“, „U“ und „W“. Der „worst case“ im Fall der COVID-19-Pandemie 2020 bestünde darin, dass die Entwicklung in Form einer „L-Kurve“ darstellbar wäre. Eine langanhaltende tiefere Wirtschaftsleistung würde eine lange Stagnation nach dem Absturz bedeuten. Die extremste Version dieser Entwicklung wäre eine Depression, also eine Phase mit einer Pleitewelle und einer Massenarbeitslosigkeit, in der grundlegendes Vertrauen in eine wirtschaftliche Erholung verlorengeht. Ein steiler Absturz der Konjunktur mit einer baldigen, ebenso schnellen Erholung wurde bei der Finanzkrise 2008 beobachtet. Diesen Verlauf kann man durch ein „V“ darstellen. Durch eine „U-Kurve“ wird eine Entwicklung dargestellt, bei der sich die Erholung nach dem Absturz hinzieht. Der „W-Verlauf“ – rasche Erholung, erneuter Einbruch und erst dann eine belastbare Erholung – wäre das Szenario für den Fall, dass es so etwas wie eine zweite Welle bei den Coronavirus-Infektionen geben wird.
Der Wirtschaftshistoriker Albrecht Ritschl schloss nicht aus, dass die Krise 2020 das Ausmaß der Weltwirtschaftskrise um 1930 annehmen könne. Der momentane Stillstand der Wirtschaft sei, wenn überhaupt, nur mit einer Kriegswirtschaft zu vergleichen. Im internationalen Vergleich stünde dabei Deutschland zwar aufgrund relativ geringer Staatsverschuldung „recht gut da“, sei aber andererseits mehr als andere auf florierende Wirtschaft in Nachbarstaaten angewiesen.
Am 3. Dezember 2020 sagte António Guterres, Generalsekretär der Vereinten Nationen, auf einem virtuellen UN-Sondergipfel zur COVID-19-Krise: „Die extreme Armut nimmt zu; es droht eine Hungersnot. Wir stehen vor der größten globalen Rezession seit acht Jahrzehnten.“

### Annahmen über das Ende der Pandemie und der damit verbundenen Wirtschaftskrise
In den Staaten, bei denen vorherzusehen war, dass sie im zweiten Halbjahr 2021 über genügend Impfstoff verfügen würden, um eine erneute unkontrollierte, pandemieartige Ausbreitung des Coronavirus durch Massenimpfungen verhindern zu können, entstand bei vielen der Glaube, auch die Wirtschaftskrise werde bis zum Jahresende 2021 abgeschlossen sein. Dabei wurde nicht berücksichtigt, dass die Impfquoten in den meisten ärmeren Ländern das ganze Jahr über vorhersehbar niedrig bleiben würden, so dass ständig mit neuen, aggressiveren Mutanten des Virus zu rechnen war, die Impferfolge erschweren würden. Auch waren viele von dem Ausmaß der Ablehnung von Impfungen durch die Bevölkerungen einiger Länder überrascht. Vor allem dadurch konnte im Herbst 2021 eine „vierte Pandemiewelle“ entstehen, die viele der Maßnahmen, die als inzwischen überflüssig galten, wieder erforderlich machte, mit ähnlichen Folgen für die Wirtschaft wie in den drei vorangegangenen Wellen.
Am 5. Mai 2023 hob die WHO den Status der internationalen Gesundheitsnotlage auf. Die WHO warnte aber zugleich davor, dass das Virus sich anderen endemisch auftretenden Infektionskrankheiten hinzugesellt habe und für neu mit SARS-CoV-2 Infizierte weiterhin gefährlich sei, zumal sich weiterhin neue gefährliche Varianten bilden könnten. Schon vor der vermeintlichen „Entwarnung“ der WHO waren in den meisten Ländern die Rahmenbedingungen für den Wirtschaftsprozess zu den Verhältnissen der Zeit vor dem Ausbruch der Pandemie zurückgeführt worden.

### Nachhaltige Untergrabung der Humankapitalbasis der Weltwirtschaft und einzelner Volkswirtschaften
In der Volkswirtschaftslehre wird „Humankapital“ definiert als „das in ausgebildeten und lernfähigen Individuen repräsentierte Leistungspotential einer Bevölkerung. Die Befähigung eines Individuums, zur Leistungsfähigkeit der Bevölkerung beizutragen, baut erstens auf körperliche[n] Faktoren auf, wie Gesundheit, Arbeitskraft und Stehvermögen. Zweitens stützt sie sich auf das Wissen und die Erfahrungen [des] Individuums.“ In hochentwickelten Wirtschaften nimmt die Bedeutung intellektueller Faktoren des Humankapitals zu, da in ihnen physische Arbeit zunehmend durch geistige Arbeit verdrängt wird.
Im November 2020 warnte die UNICEF aus globaler Perspektive vor der Entstehung einer „verlorenen Covid-Generation“. Den Begriff „verlorene Generation“ prägte Gertrude Stein in den 1920er Jahren zur Kennzeichnung der Generation junger US-Amerikaner, die in jungen Jahren als Soldaten am Ersten Weltkrieg teilnehmen mussten. Viele von ihnen kamen ums Leben, andere wurden körperlich und psychisch schwer traumatisiert. „Verloren“ sind der UNICEF zufolge Kinder und Jugendliche wegen der Auswirkungen der Pandemie auf ihre Bildung, Gesundheit, Ernährung und ihr Wohlbefinden. Die Zukunft einer ganzen Generation sei bei Fortdauer der Pandemie in Gefahr. Geschätzte 100 Millionen Kinder seien der UNICEF (2022) zufolge wegen der Pandemie zusätzlich in „mehrdimensionale Armut“ gerutscht. „Selbst unter besten Bedingungen“ werde es „sieben bis acht Jahre“ (also bis 2029/2030) dauern, den Stand von 2019 wieder zu erreichen. Das 2015 in der Agenda 2030 von den meisten Mitgliedsstaaten der Vereinten Nationen beschlossene Ziel bleibt allerdings rechtsverbindlich, „Armut in jeder Form und überall [zu] beenden“.
Bezogen auf die Bildung junger Menschen weltweit hatte die UNICEF im März 2021 festgestellt, dass 168 Millionen Schüler seit dem Frühjahr 2020 keinen Präsenzunterricht mehr erhalten hätten. Mehr als ein Drittel der Schulkinder hätten keinen Zugang zu alternativen Lernmöglichkeiten gehabt. Die Fähigkeiten der Kinder im Lesen, Schreiben und Rechnen hätten überall gelitten – und damit „ihre Potenziale, im Wirtschaftsleben des 21 Jahrhunderts Fuß zu fassen“.
Die These, wonach während der COVID-19-Pandemie (wenn auch nicht allein ihretwegen) in den meisten Staaten die Durchschnittleistungen von Schülern verschiedener Jahrgänge in Mathematik, den Naturwissenschaften sowie beim Lesen und Schreiben teilweise drastisch zurückgegangen seien, wurde vor allem durch die PISA-Studie 2022 bestätigt.
Im Februar 2023 bilanzierte die Weltbank die Auswirkungen der COVID-19-Pandemie auf die Humankapitalbasis der Weltwirtschaft insgesamt und diejenige einzelner nationaler Volkswirtschaften. Eine Untersuchung der Situation von Menschen unter 25 Jahren habe ergeben, dass „die COVID-19-Pandemie die Ansammlung von Humankapital in kritischen Augenblicken des Lebenslaufs empfindlich gestört“ habe und zur „Entgleisung der Entwicklung von Millionen Kindern und jungen Leuten in Ländern mit geringem und mittlerem Durchschnittseinkommen“ geführt habe. Wenn nicht sofort Gegenmaßnahmen ergriffen würden, riskierten Staaten „vernarbte Generationen bislang unbekannten Ausmaßes“ (englisch: „[…] the COVID-19 pandemic disrupted human capital accumulation at critical moments in the life cycle, derailing development for millions of children and young people in low- and middle-income countries. The time to take action is now, or countries risk scarred generations of unmet potential.“)
Für Deutschland stellte der Bildungsökonom Ludger Wößmann im Dezember 2021 die Rechnung auf, dass, wenn ein Drittel der Kompetenzen innerhalb eines Schuljahres nicht hätten ausgebildet werden können, das auf das ganze Erwerbsleben hochgerechnet zu einem Verlust von ca. drei Prozent führen werde – das seien 1,5 Prozent des künftigen Bruttoinlandsproduktes. Betroffen seien hiervon zwölf durch die Pandemie geschädigte Schuljahrgänge.

## Globale und regionale Maßnahmen

### Maßnahmen zur Bekämpfung der ökonomischen Folgen der Pandemie
Die G20 verständigten sich im April 2020 auf einen mindestens einjährigen Zahlungsaufschub in Höhe von 11 Milliarden Dollar, den sie ärmeren Ländern gewährten. Zusätzlich beschlossen die G20-Staaten ein Hilfspaket von bis zu fünf Billionen Dollar.
Der Internationale Währungsfonds stellte bis zu 900 Milliarden Euro als Kredithilfen für besonders betroffene Länder zur Verfügung.
Die Europäische Zentralbank beschloss ein bis Ende 2020 laufendes Hilfspaket mit der Bezeichnung Pandemic Emergency Purchase Programme (kurz PEPP), um Anleihen im Wert von 750 Milliarden Euro zusätzlich zu kaufen. Christine Lagarde erklärte dabei mit der Aussage „Es gibt für unser Versprechen keine Grenzen“ ihre Bereitschaft, alle bislang geltenden Einschränkungen für Anleihekaufprogramme der EZB je nach Bedarf aufzuheben. Die EU-Kommission plante ein mit 100 Milliarden Euro ausgestattetes Programm für ein europäisches Kurzarbeitergeld namens „Sure“.
Am 9. April 2020 einigten sich die EU-Staaten auf ein Hilfspaket im Wert von etwa 540 Milliarden Euro, das Kreditlinien aus dem Euro-Rettungsschirm ESM (240 Milliarden Euro), einen Garantiefonds für Unternehmenskredite durch die Europäische Investitionsbank (200 Milliarden Euro) sowie das genannte europäische Kurzarbeitergeld „Sure“ (100 Milliarden Euro) umfasst. An einem Wiederaufbaufonds soll gearbeitet werden. Laut einer Sprecherin der Europäischen Kommission haben die einzelnen Mitglieder der Europäischen Union (EU) inklusive des 540-Milliarden-Euro-Hilfspakets der EU mit Stand April 2020 insgesamt 3,4 Billionen Euro mobilisiert, um die wirtschaftlichen Folgen einzudämmen.
Zur Entlastung der Haushalte der stark betroffenen Länder Italien und Spanien wurden sogenannte Coronabonds, eine Form einer EU-Anleihe, diskutiert. Die Diskussion verlief sowohl auf europäischer Ebene als auch in den EU-Mitgliedsländern kontrovers. Während etwa Frankreich, Italien und Spanien diese befürworten, lehnten vor allem die Niederlande, Österreich, Dänemark und Schweden eine solche Lösung ab. Für diese Länder wurde die Bezeichnung „Die sparsamen Vier“ verwendet. In Deutschland waren weite Teile der Unionsfraktion dagegen, während Bündnis 90/Die Grünen sie befürworteten. Auch Bundeskanzlerin Angela Merkel hatte sich erst dagegen ausgesprochen. Doch im Mai 2020 schlug sie zusammen mit dem französischen Präsidenten Emmanuel Macron einen Hilfsfonds für EU-Staaten in Höhe von 500 Milliarden Euro vor, bei dem die EU-Kommission mit Erlaubnis der Mitgliedstaaten jene 500 Milliarden Euro Schulden am Finanzmarkt aufgenommen hätte. EU-Kommissionspräsidentin Ursula von der Leyen schlug anschließend ein 750 Milliarden Euro umfassendes Konjunktur- und Investitionsprogramm vor, das neben den 500 Milliarden gemeinsamer Schuldenaufnahme die Vergabe von 250 Milliarden umfassenden Krediten an EU-Staaten vorsah. Im Juli 2020 verständigten sich die Regierungschefs der EU-Staaten schließlich nach einem Treffen des Europäischen Rates auf einen 750 Milliarden Euro umfassenden EU-Aufbauplan zur Bewältigung der Wirtschaftskrise 2020 und einen 1074 Milliarden Euro umfassenden Mehrjährigen Finanzrahmen für die Jahre 2021–2027, der einer abschließenden Bestätigung durch das EU-Parlament bedarf. Der 750 Milliarden umfassende Wiederaufbaufonds setzt sich aus einer gemeinsamen Schuldenaufnahme durch die EU-Kommission in Höhe von 390 Milliarden und einer Kreditvergabe an EU-Staaten in Höhe von 360 Milliarden Euro zusammen.

### Maßnahmen zum Klimaschutz und zur Gestaltung des Strukturwandels
Ein Kreis weltweit führender Wirtschaftswissenschaftler regt an, die Wirtschaft mit Maßnahmen zu fördern, die gleichzeitig Klimazielen dienen (Green Recovery genannt). Laut ihrer Analyse führe klimaorientierte Konjunkturpolitik „nicht nur kurzfristig zu Wirtschaftswachstum und Arbeitsplätzen, sondern schaffe auch die Grundlage für langfristige Innovationen und eine klimafreundliche wirtschaftliche Entwicklung.“ Als kritisch betrachten sie „Maßnahmen, die die Verbindungen zwischen Wirtschaftswachstum und fossilen Brennstoffen verstärken, und zu künftigen Vermögensverlusten führen“ (vgl. mit Kohlenstoffblase). Eine Studie schlussfolgert, dass ein gut gestaltetes Aufschwungsprogramm, mit einem grünen Stimulationspaket für einen Abbau von Investitionen in fossile Brennstoffe, eine zukünftige Erwärmung um 0,3 °C bis 2050 verhindern könne. Laut der Studie müsse ein systematischer Wandel für eine „Dekarbonisierung“ der Wirtschaftsstrukturen erfolgen, wenn eine signifikante Milderung des Klimawandels erreicht werden soll. Frans Timmermans, Kommissar für Klimaschutz der EU, sagte, dass der „Green New Deal“ die Strategie der EU sei. Er sagte: „Ich glaube, in der Wirtschaft weiß man, dass nur nachhaltiges Wirtschaften auf Dauer Gewinne und Jobs liefern wird. Wir dürfen nicht den Riesenfehler machen, dass wir in eine Wirtschaft investieren, die nicht nachhaltig ist. Die muss dann nachher umgebaut werden und dann haben wir kein Geld mehr für diesen Umbau.“ Timmermanns verwies auch auf die Generationengerechtigkeit: Die jetzt aufzunehmenden Kredite müssten von den kommenden Generationen getilgt werden. Er sagte: „Was für eine Welt bieten wir dann unseren Kindern und Enkelkindern an, wenn wir sagen: Wir bekommen extra Schulden, aber keine saubere Welt und keine ökologisch verantwortliche Politik?“

#### Schaffung von Generationengerechtigkeit als Element des Strukturwandels
Margit Osterloh und Bruno S. Frey, bekannte Vertreter der Wirtschaftswissenschaften im Rentenalter, betonten im Dezember 2020, dass mehr Generationengerechtigkeit hergestellt werden müsse:

„Die Älteren haben ein hohes Gesundheits- und Sterberisiko. Ihr wirtschaftliches Risiko ist aber dank ihrer Rente in den meisten Fällen gering. Auch ist ihre Lebensqualität nur wenig eingeschränkt. Fernsehen, Kochen, Lesen und alte Reisefotos hervorholen kann man sogar eine Zeitlang geniessen. Die Jüngeren hingegen haben kaum ein Sterbe- und nur ein geringes Gesundheitsrisiko, aber sie tragen erhebliche wirtschaftliche und soziale Lasten. Diejenigen, die gegenwärtig unseren Wohlstand erarbeiten oder sich in Schule und Ausbildung darauf vorbereiten, bangen zu einem grossen Teil um ihre Existenz oder ihre Zukunftschancen.
Hinzu kommt, dass viele durch Quarantäne und Homeschooling geschädigte Kinder weniger lernen und zu einem deutlich höheren Anteil pädagogischer und psychologischer Betreuung bedürfen. Diese steht aber nicht ausreichend zur Verfügung, weil zahlreiche Betreuungspersonen selber in Quarantäne stecken. Auch wird die Lebensqualität der Jungen stark beeinträchtigt. Sie können ihre Treffpunkte in Klubs, an den Hochschulen und anderen Ausbildungsorten nicht mehr aufsuchen, vom Reisen ganz zu schweigen. Sie müssen zukünftig – bei geringeren Einkommenschancen wegen der verordneten massiven Rezession – neben der steigenden Rentenlast auch noch die steigende Last der Corona-Schulden tragen.“

## Situation in einzelnen Staaten

### Deutschland

#### Verlauf

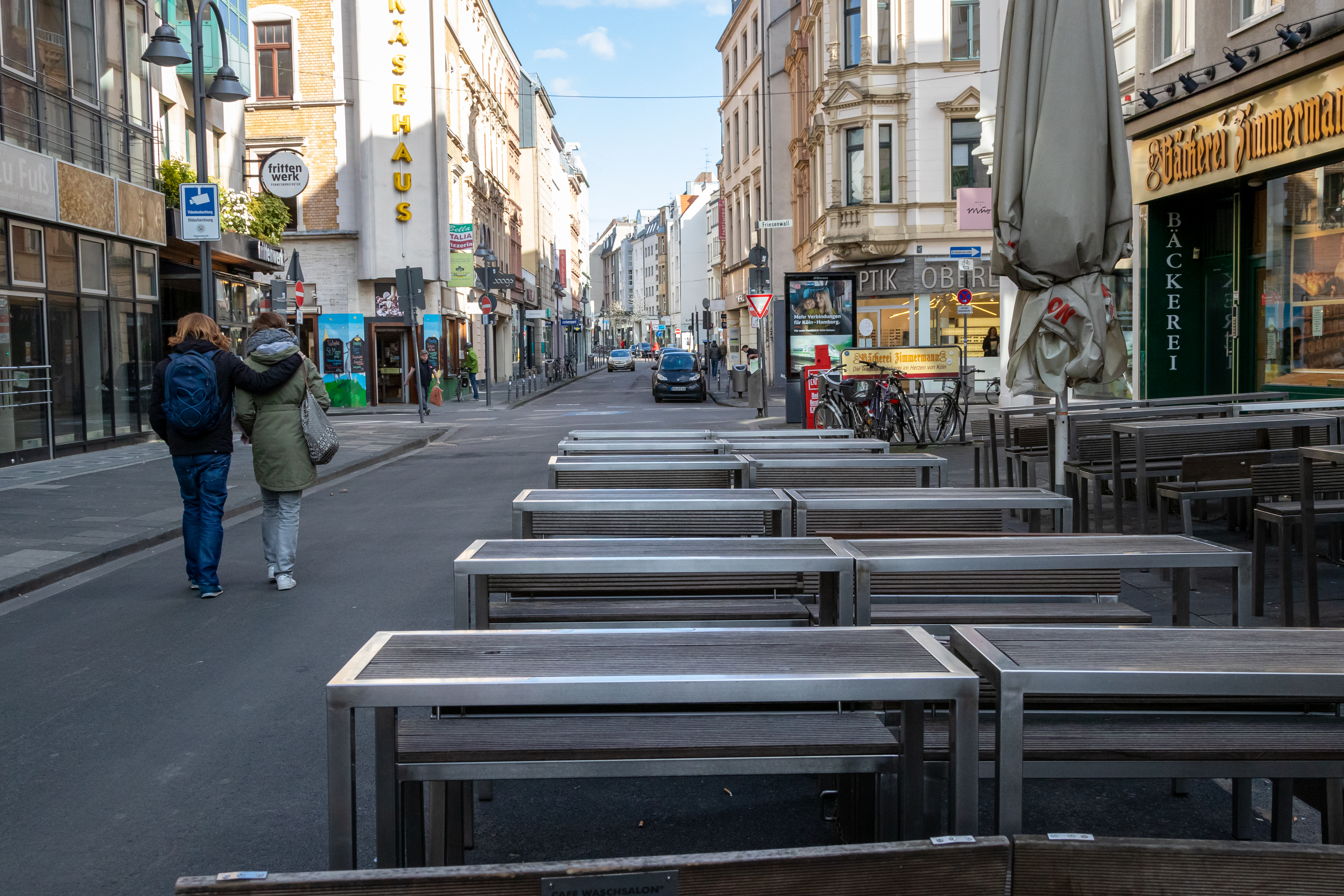
Geschlossene Straßengastronomie an einem Samstagnachmittag in Köln, 21. März 2020

In Deutschland erwarteten laut einer DIHK-Umfrage unter 15.000 deutschen Unternehmen Ende März 80 Prozent ein deutliches Umsatzminus für 2020, mehr als 25 Prozent der Betriebe erwarteten mindestens eine Halbierung ihrer Umsätze. Fast jedes fünfte Unternehmen sah sich akut von der Insolvenz bedroht. DIHK-Präsident Eric Schweitzer warnte vor wirtschaftlichen „Schäden von historischem Ausmaß“. So brach die Industrieproduktion in Deutschland im März laut verschiedener Indizes insgesamt ein. Die Industrieproduktion sank im März laut Statistischem Bundesamt um 9,2 Prozent gegenüber dem Februar. In der Industrie selbst, das heißt im produzierenden Gewerbe abzüglich des Bau- und Energiesektors, kam es zu einem Rückgang um 11,6 Prozent, was den größten Einbruch seit dem Start des Produktionsindex 1991 darstellt. Dabei musste die Autoindustrie einen Rückgang von mehr als 30 Prozent hinnehmen, der Maschinenbau ein Minus von 10,4 Prozent und die Elektroindustrie ein Minus von 9,2 Prozent. Im Verarbeitenden Gewerbe fielen die Neuaufträge für den April, den ersten ganzen von der Pandemie und den Maßnahmen betroffenen Monat, um 15,6 Prozent gegenüber dem März. Hierbei nahmen die Auftragseingänge aus der Eurozone besonders stark ab, um 17,9 Prozent. Die deutschen Exporte sanken im März gegenüber dem Vorjahresmonat um 7,7 Prozent, die Importe um 4,4 Prozent. Im April verstärkte sich laut dem Bundesamt der Rückgang der Exporte gegenüber dem Vorjahresmonat auf 31,1 Prozent, was den größten Exportrückgang im Vergleich zum Vorjahresmonat seit 1950, dem Beginn der Außenhandelsstatistik, darstellt. Im Vergleich zum Vormonat März wurden 24 Prozent weniger Waren exportiert. Die Importe fielen um 21,6 Prozent gegenüber dem Vorjahresmonat. Es wurde mit Stand Juni von DIHK und BDI jeweils ein Minus bei den Exporten von 15 Prozent im Gesamtjahr erwartet.
Insgesamt sank laut Statistischem Bundesamt die Wirtschaftsleistung in Deutschland im ersten Quartal gegenüber dem Vorquartal um 2,2 Prozent, wobei allerdings in den Monaten Januar und Februar die Wirtschaftskrise noch keine großen Auswirkungen hatte und im März im Wesentlichen die zweite Monatshälfte betroffen war. Es ist der stärkste Rückgang seit der Finanz- und Wirtschaftskrise 2009. Im zweiten Quartal sank die Wirtschaftsleistung zum Vorquartal um 9,7 Prozent, etwas weniger als zunächst mit 10,1 Prozent erwartet. Zum Vorjahresquartal betrug der Rückgang 11,3 Prozent. Der Einbruch war somit deutlich stärker als bei der Wirtschaftskrise 2008/09. Zugleich war es der stärkste Rückgang seit Einführung der vierteljährlichen Berechnungen 1970.
In seiner Herbstprognose 2020 ging das Institut für Weltwirtschaft (IfW) davon aus, dass das Bruttoinlandsprodukt Deutschlands 2020 „nur“ um 5,5 Prozent zurückgehen werde. Denn die deutsche Wirtschaft habe sich schneller erholt als erwartet. Tatsächlich ist das BIP im Jahr 2020, laut dem Statistischen Bundesamt, um 5,0 Prozent gegenüber dem Vorjahr gesunken.
Der Export aus Deutschland brach im Jahr 2020 gegenüber dem Vorjahr 2019 um 9,3 Prozent auf 1204,7 Milliarden Euro ein. Dies war der stärkste Rückgang seit 2009, während der weltweiten Finanzkrise. Das Importvolumen verringerte sich im Jahr 2020 gegenüber dem Vorjahr um 7,1 Prozent auf 1025,6 Milliarden Euro.

##### Krisengewinner

###### Unternehmen
Es gab Branchen und Firmen, die vom veränderten Verhalten der Bevölkerung profitierten. So steigerte z. B. im ersten Quartal 2020 der Essenslieferdienst Delivery Hero seinen Umsatz um fast 93 Prozent auf 515 Millionen Euro. Lieferando verdoppelte im ersten Halbjahr 2020 den Umsatz auf 161 Millionen Euro. Amazon Deutschland erwirtschaftete 2019 etwa 20,1 Milliarden Euro Umsatz, was einer Steigerung von 11,8 % zum Vorjahr (17,8 Milliarden Euro) entsprach.
Im ersten Quartal machte die Deutsche Post DHL 890 Millionen Euro Gewinn, rund 16 % mehr als im Vorjahreszeitraum. Im zweiten Quartal erzielte sie ca. 15 % mehr Gewinn, nämlich 525 Millionen Euro. Um die Hälfte im Vergleich zum Vorjahreszeitraum steigerte sich im dritten Quartal der Gewinn auf 851 Millionen Euro.
Der Krankenhaussektor machte 2020 außergewöhnlich hohe Gewinne. Die größte private Krankenhauskette in Deutschland, Helios Kliniken, meldete für das Jahr 2020 einen Rekordgewinn von 600 Millionen Euro vor Steuern, wozu auch die Freihaltepauschale wesentlich beitrug. Im Mai 2021 sprach Stephan Sturm, der Vorstandsvorsitzender des Unternehmens Fresenius, dem die Helios Kliniken gehören, über Pläne für „eine gezielte Verringerung von Arzt-Kapazitäten“ bei den Helios Kliniken und bezeichnete dies als notwendig zur Sicherung der Profitabilität.

###### Privatpersonen
Während der Rezession wuchs bis Juli 2020 die Anzahl der Dollar-Milliardäre in Deutschland von 114 auf 119 an, ihr Vermögen wuchs von 501 Milliarden auf 595 Milliarden Euro. Für das gesamte Jahr 2020 kam die Financial Times zusammen mit Morgan Stanley zu einem ähnlichen Ergebnis. Die Zahl der Milliardäre in Deutschland stieg auf 136, ihr Vermögen stieg um mehr als 100 Milliarden Euro oder drei Prozent der Wirtschaftsleistung Deutschlands, während diese um etwa 170 Milliarden Euro oder 4,9 Prozent schrumpfte.

###### Parteien
Bis auf CDU und AfD bekamen alle Parteien weniger Großspenden als im Vorjahr. Die CDU nahm 2020 im Vergleich zum Vor-Corona-Jahr mehr als doppelt so viel Geld durch Großspenden ein, nämlich 1,25 Mio. Euro.

##### Arbeitsmarkt
Ende März 2020 hatten 470.000 Unternehmen in Deutschland Kurzarbeit angemeldet. Bis zum 9. April hatte sich diese Zahl auf 650.000 erhöht, am 17. April waren es mehr als 720.000. Bis zum 26. April haben die Unternehmen bereits für 10,1 Millionen Menschen Kurzarbeit angemeldet. Dies sei im Vergleich zu den letzten Jahrzehnten eine nie dagewesene Zahl, die alle Prognosen von Volkswirten bei weitem übertroffen hat.
Während die Arbeitslosenzahlen im Frühling und Sommer 2020 in vielen Ländern um mehrere Millionen, z. B. in den USA um ca. 30 Millionen anstiegen, gab es in Deutschland in den Monaten Mai und Juni nur einen moderaten Anstieg der Arbeitslosigkeit: im Mai um 169.000 auf 2.813.000 Personen und im Juni um 40.000 auf 2.853.000. Detlef Scheele, der Vorstandsvorsitzende der Bundesagentur für Arbeit, führte diesen vergleichsweise geringen Zuwachs in seinem Monatsbericht für Juni 2020 auf den massenhaften Einsatz von Kurzarbeit zurück.
Ende Juni 2020 konnten auch erste Angaben zur tatsächlichen Inanspruchnahme von Kurzarbeit gemacht werden: demnach waren im März 2,49 Millionen Arbeitnehmer und im April 6,83 Millionen Arbeitnehmer tatsächlich auf Kurzarbeit gesetzt. Im Mai stellten die Unternehmen noch für 1,14 Millionen Personen neue Anträge auf Kurzarbeit, im Juni nur noch 342.000.
Die Coronapandemie vergrößere die soziale Ungleichheit in Deutschland, ergab eine Analyse des Wirtschafts- und Sozialwissenschaftlichen Instituts der Hans-Böckler-Stiftung (WSI) im Oktober 2020. Von Einkommensverlusten seien überdurchschnittlich oft Menschen betroffen, die schon zuvor eine schwächere Position auf dem Arbeitsmarkt hatten. So hätten Personen mit Migrationshintergrund bislang häufiger an Einkommen eingebüßt als Personen ohne familiäre Zuwanderungsgeschichte. Erwerbstätige mit ohnehin niedrigem Einkommen seien stärker betroffen als solche, denen bereits vor der Pandemie mehr Geld zur Verfügung gestanden habe. Nach Einschätzung der genannten Stiftung sicherte das Kurzarbeitergeld zwar rund 2,2 Mio. Beschäftigten ihren Arbeitsplatz, allerdings erhielten insbesondere Angestellte im Niedriglohnsektor seltener eine Aufstockung durch den Arbeitgeber.
Anders als die Finanzkrise 2008/2009 treffe die Coronakrise Menschen in atypischen Erwerbsformen wie Solo-Selbstständigkeit und Minijobs besonders hart, berichtet das Institut für Arbeitsmarkt- und Berufsforschung der Bundesagentur für Arbeit im Mai 2021. Diese arbeiteten nicht nur überproportional häufig in krisengebeutelten Wirtschaftszweigen wie der Gastronomie oder der Kultur- und Freizeitbranche, sie seien im Regelfall auch deutlich schlechter sozial abgesichert als regulär Beschäftigte.

##### Rückgang der Bruttoverdienste 2020
Erstmals seit 2007 sanken die Nominal- und Reallöhne 2020, selbst in der Finanz- und Wirtschaftskrise 2008/2009 stiegen sie. Einschließlich Sonderzahlungen seien 2020 die Bruttomonatsverdienste um 0,6 Prozent gegenüber dem Vorjahr gesunken. Das Lohnminus wurde vor allem durch die Verringerung infolge der Kurzarbeit verursacht.

##### Autohersteller
Große Autohersteller wie Volkswagen, BMW, Daimler und PSA (Opel) unterbrachen ihre Produktion oder fuhren diese stark zurück. Bei VW gingen 80.000 Beschäftigte in Kurzarbeit. Ursache waren sowohl die Unterbrechung der globalen Lieferketten, etwa nach China, und der Schutz der eigenen Mitarbeiter, als auch der zu großen Teilen geschlossene Autohandel in Europa und anderswo. Stark betroffen von der Krise sind auch die Autozulieferer. Der Autoabsatz lag in Deutschland im März 2020 etwa 38 % unter dem Vorjahresmonat. Im April lag er 61,1 Prozent unter dem Vorjahresmonat, im Mai 49,5 Prozent darunter. Von Januar bis Mai wurden in Deutschland 1,2 Millionen Autos gebaut, 44 Prozent weniger als im Vorjahr. Da auch die Nachfrage aus dem Ausland schwach bliebe, rechnete Automobil-Experte Ferdinand Dudenhöffer für das Gesamtjahr mit einem Rückgang der Produktion um 26 Prozent und mit dann 3,4 Millionen gebauten Fahrzeugen mit einem Rückgang auf den niedrigsten Wert seit 1974. Zudem prognostizierte für die Branche nach der Kurzarbeit eine „Entlassungswelle“. Die Krise koste in Deutschland etwa 100.000 Arbeitsplätze bei den Automobilbauern und Zulieferern.

##### Einzelhandel

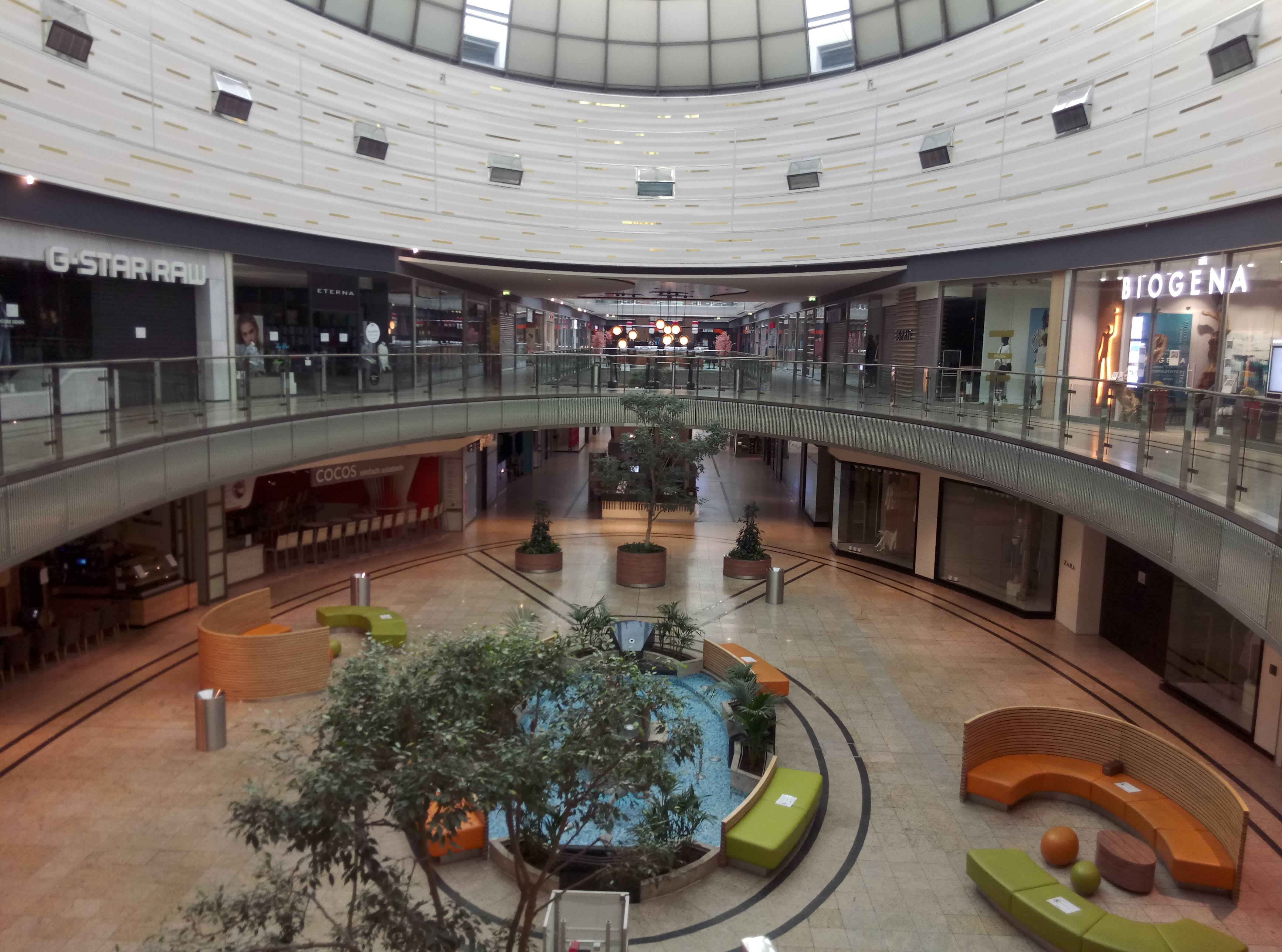
Einkaufszentrum City-Galerie Augsburg, 27. März 2020

Im Einzelhandel gingen die Umsätze im März gegenüber dem Februar laut Statistischem Bundesamt um 4,0 % zurück. Dabei verzeichneten Lebensmittel, Tabakwaren und Apotheken ein Plus von mehr als 7 %, die Bekleidungsbranche jedoch ein Minus von über 50 % gegenüber Februar.
Galeria Karstadt Kaufhof schickte nahezu alle der etwa 30.000 Mitarbeiter in Kurzarbeit. Der Gesamtbetriebsrat schrieb einen Brief an Bundeskanzlerin Angela Merkel und warnte vor einer möglicherweise existenziellen Bedrohung des Unternehmens. Berichten zufolge hat der Konzern Staatshilfe beantragt. 80 Kaufhausfilialen sollen endgültig geschlossen werden. In den verbleibenden 90 Filialen gehen voraussichtlich 10 % der Arbeitsplätze verloren. Sportartikelhersteller und Handelsketten wie Adidas, Puma, H&M, Deichmann, C&A, KiK, Takko und TEDi, aber auch Galeria Karstadt Kaufhof begannen, die Ladenmieten nicht mehr zu bezahlen, nachdem ihre Einnahmen durch die Schließung der Ladengeschäfte stark gesunken waren. Laut den aufgrund der Coronakrise erlassenen Notgesetzen darf ihnen nicht gekündigt werden. Nach öffentlicher Kritik entschuldigte sich Adidas und versprach, die Mieten für April doch zu bezahlen. Puma meldete Kurzarbeit an und sprach von „drastischen Umsatzeinbußen“. H&M, das etwa 125.000 Mitarbeiter beschäftigt, musste weltweit 70 % seiner Filialen schließen und erwägt Entlassungen im fünfstelligen Bereich. Ähnliche Folgen werden für die Zulieferer aus der Mode- und Textilbranche prognostiziert. Einige Unternehmen wie Trigema stellten auf die Produktion von Schutzmasken sowie von weiterer Schutzausrüstung und Medizinprodukten um. (Siehe auch: Herstellung von Schutzausrüstungen und Medizinprodukten in der COVID-19-Pandemie.) Die geschlossenen Geschäfte treffen auch die Spielzeugbranche, die 60 % ihrer Umsätze im stationären Handel macht und der ein großer Teil des Ostergeschäfts fehlt.
Vergleichsweise stabil – teils sogar durch Hamsterkäufe befeuert – laufen in der Krise die Geschäfte für Supermärkte, Discounter und bestimmte Lebensmittelproduzenten, die jedoch einen Absatzeinbruch nach der Krise fürchten. Hygieneartikel wie Toilettenpapier waren äußerst stark nachgefragt und vielerorts ausverkauft. Der Hersteller Essity (Marke Zewa) befürchtet jedoch keine Engpässe. Besonders profitierten große Online-Händler wie Amazon von der Krise. Der Bundesverband E-Commerce und Versandhandel Deutschland (BEVH) warnte jedoch, dass bei kleinen Online-Händlern der gegenteilige Effekt eintrete, und forderte Staatshilfen. Viele kleinere Onlinehändler seien in aktuell beeinträchtigten Branchen wie dem Veranstaltungsgewerbe tätig und in ihrer Existenz bedroht. Anderen fehlten die Absatzwege oder sie spürten generell Kaufzurückhaltung in der Krise.
Während des zweiten Lockdowns von Dezember 2020 bis Mai 2021 wurde insbesondere der Non-Food-Einzelhandel ungleich härter getroffen als während des ersten Lockdowns Anfang 2020. Verbände wie der Handelsverband Deutschland sowie Textilhandelsunternehmen wie KiK, s.Oliver oder Ernsting’s family kritisierten die Maßnahmen, unter anderem die im April 2021 vom Kabinett verabschiedete Bundesnotbremse scharf und warfen der Regierung unter anderem vor, wissenschaftliche Erkenntnisse zu ignorieren. Auch aus der FDP-Bundestagsfraktion wurde Kritik geübt. Die Händler verweisen darauf, dass im geöffneten Lebensmitteleinzelhandel bereits 80 Prozent aller Kundenkontakte im gesamten Handel stattfänden, ohne dass es dort zu einer Häufung von Infektionen gekommen sei. Am 15. April 2021 kündigten Handelsketten wie Intersport und Tom Tailor an, gemeinsam mit anderen betroffenen Unternehmen weitere juristische Schritte gegen die Geschäftsschließungen im Zuge der Lockdown-Maßnahmen zu prüfen, da sie sich dadurch etwa gegenüber anderen Unternehmen benachteiligt sahen und „schlicht am Ende“ seien. Auch eine Klage beim Bundesverfassungsgericht wurde nicht ausgeschlossen. Gleichfalls bereitete der Textilhandelsverbund Unitex Klagen vor. Das nordrhein-westfälische Oberverwaltungsgericht in Münster hatte zuvor bereits einer Klage von Media Markt gegen die Ungleichbehandlung bei Terminvergaben etwa gegenüber Buchhändlern stattgegeben. Allerdings verschärfte das Bundesland daraufhin die Maßnahmen gegenüber letzteren, anstatt Media Markt eine Öffnung ohne Termin zu erlauben.

##### Handwerk
Auch das Handwerk war stark betroffen. 77 % der Betriebe verzeichneten laut einer ZDH-Umfrage unter 4.900 Betrieben Umsatzrückgänge, die sich insgesamt auf bis zu 50 % summierten. 16 % der Betriebe, zumeist solche mit Ladenlokal, mussten ihr Geschäft schließen.

##### Hotel- und Gastronomiebranche
Hotels, Vermieter von Ferienhäusern und -wohnungen, Campingplatzbetreiber sowie die Gastronomie sind darüber hinaus zentral betroffen. Erste größere Firmen wie die Restaurantketten Vapiano und Maredo meldeten im März 2020 Insolvenz an, wobei erstere bereits zuvor in wirtschaftliche Schwierigkeiten geraten war. Infolge der geschlossenen Kantinen und Gastronomiebetriebe sehen sich auch Zulieferer wie Bierbrauer, Caterer und Großhändler betroffen. Der Hotel- und Gaststättenverband (Dehoga) warnte, dass viele Betriebe keine zwei Monate durchhalten könnten. Tatsächlich mussten diejenigen Gastwirte, die von dem am 15. April 2020 beschlossenen Verbot von Großveranstaltungen bis zum 31. August 2020 in Deutschland betroffen waren, wegen nicht stattfindender Jahrmärkte, Schützenfeste und größerer Konzerte monatelang auf Einnahmen aus diesen Veranstaltungen verzichten. Auch Lieferanten der Branche waren betroffen, wie das Beispiel der inhabergeführten, 400 Jahre alten Brauerei Werneck zeigt, welche sich auf die Belieferung von öffentlichen und privaten Festen spezialisiert hat und den Betrieb einstellte. Am 12. April 2020 riet Ursula von der Leyen, Präsidentin der Europäischen Union, davon ab, bereits im Frühjahr verbindliche Buchungen für den Sommerurlaub 2020 vorzunehmen. Es sei unklar, welche Beschränkungen es im Juli und August 2020 noch im Reiseverkehr und im Gastgewerbe geben werde. Dem Dehoga zufolge waren in Deutschland im April 2020 etwa ein Drittel, etwa 70.000 von 223.000 Betrieben, in ihrer Existenz bedroht. Bei einer weiteren Umfrage im August gaben knapp 60 Prozent der Betriebe an, in ihrer Existenz bedroht zu sein. Zudem beklagten die Befragten für den Zeitraum von Januar bis Juli einen durchschnittlichen Umsatzverlust von ebenfalls etwa 60 Prozent im Vergleich zum Vorjahreszeitraum.
Zahlreiche Gastronomiebetriebe stellten auf Take-Away oder Lieferservice um. Auch Anbieter anderer Branchen stellten auf Lieferdienste um, beispielsweise Gärtnereien.
In Deutschland gab es auch Betreiber von Ferienanlagen, die in der Coronakrise eine Chance sahen. Durch den Abschreckungseffekt der weltweiten Reisewarnung des Auswärtigen Amtes würden zusätzliche Reisewillige motiviert, ihren Urlaub 2020 in Deutschland zu verbringen. Diese würden auf verringerte Kapazitäten im Übernachtungsgewerbe an beliebten Urlaubszielen in Deutschland stoßen. Das werde die Marktchancen von Ferienanlagen im Binnenland erhöhen, zumal dann, wenn das Kontaktrisiko durch Wohnen in abgetrennten Ferienhäusern oder -wohnungen gering sei. Bereits im April 2020 habe sich abgezeichnet, dass Ferienhäuser und Apartments in Deutschland relativ früh (wieder) zu mieten sein würden. Tatsächlich wurde das Verbot des Bewohnens von Zweitwohnungen dort, wo es verhängt worden war, vergleichsweise früh aufgehoben (in Niedersachsen ab dem 6. Mai 2020 / „Stufe 1“), so dass deren Eigentümer wieder zur Belebung der lokalen Wirtschaft an ihrem Zweitwohnsitz beitragen durften. In dem von der niedersächsischen Staatskanzlei am 4. Mai 2020 vorgestellten Fünf-Stufen-Plan zur „Rückkehr ins Leben“ wurde bestimmt, dass Ferienwohnungen ab dem 11. Mai 2020 (= Phase 2) wieder vermietet werden durften. Ebenfalls in Phase 2 durften in Niedersachsen Restaurants, Gaststätten, Cafés und Biergärten öffnen. Die Öffnung von „Hotels, Pensionen, Jugendherbergen usw.“ wurde in Niedersachsen mit dem Eintritt in Phase 3 erlaubt (ab 25. Mai 2020).
Während des längeren zweiten Lockdowns seit Dezember 2020 verschärfte sich die Situation von Hotels und Gastronomie erneut. Dehoga-Präsident Guido Zöllick sagte, viele in der Branche seien „nervlich und finanziell am Ende“. 75 Prozent der Betriebe bangten um ihre Existenz, 25 Prozent rechneten mit einer Betriebsaufgabe und zögen diese „ganz konkret in Betracht“. Zöllick berichtete von Frust, Enttäuschung und Wut und kritisierte die schleppende Auszahlung der staatlichen Wirtschaftshilfen.

##### Kulturbetrieb und Veranstaltungsbranche

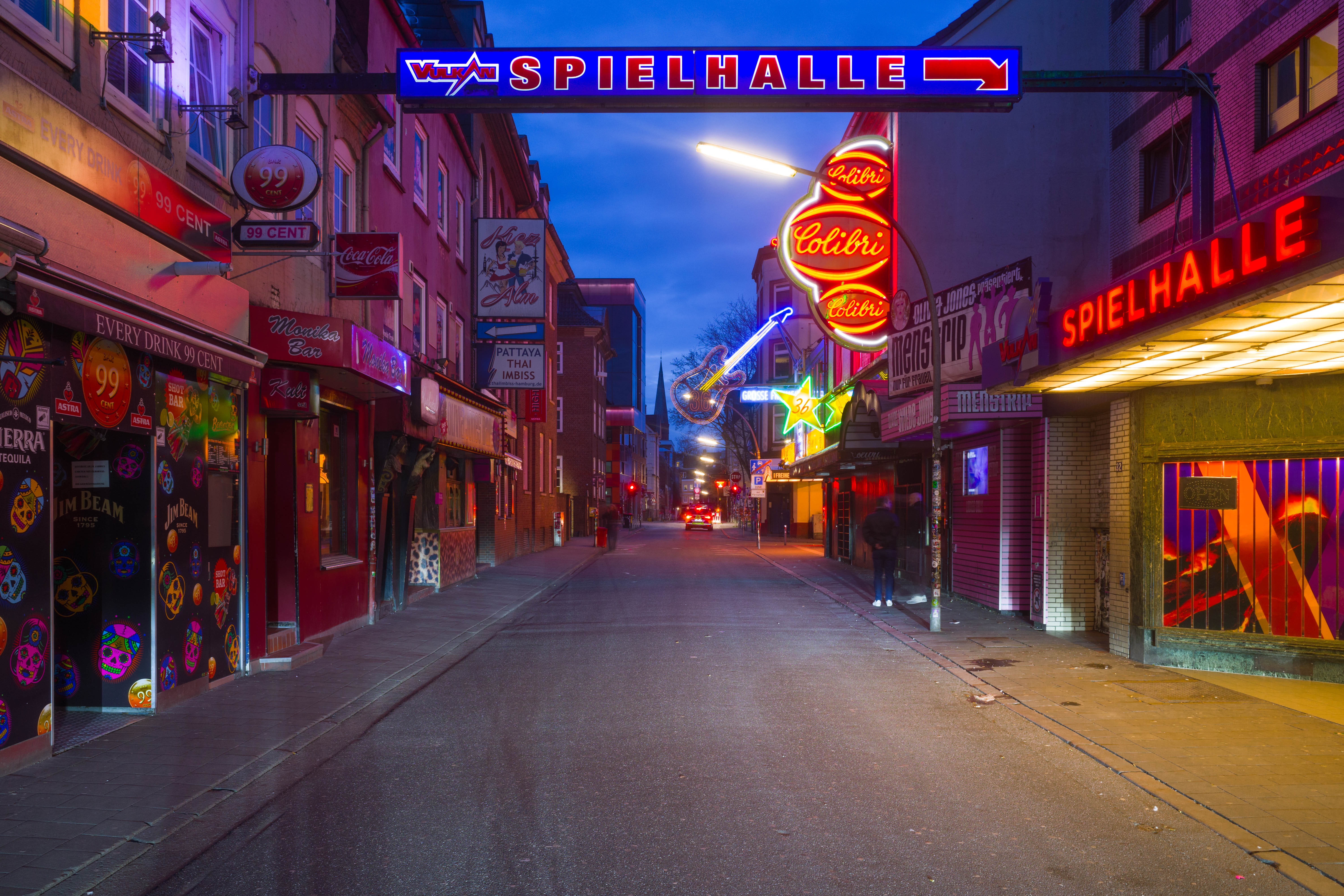
Leergefegte Große Freiheit in Hamburg, 17. März 2020

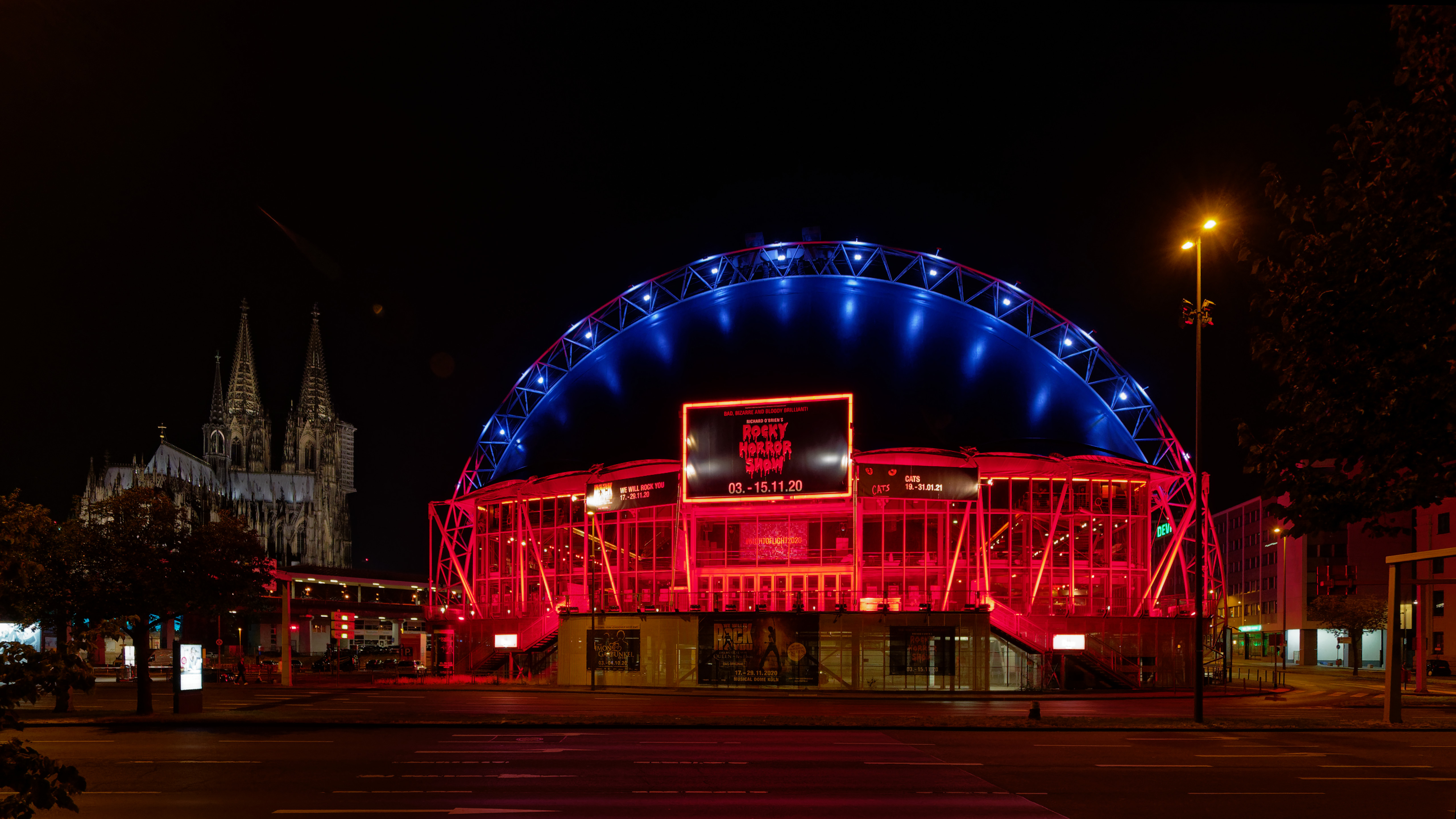
Musical Dome in Köln zur Aktion Night of Light, 22. Juni 2020

In der Veranstaltungsbranche mussten Anbieter teils monatelang ohne Einnahmen auskommen. Besonders hart betroffen sind Betreiber von Veranstaltungen mit Publikum in Innenräumen, die Hygieneauflagen nur schwer erfüllen können bzw. bei deren Erfüllung sie dauerhaft Verluste erwirtschaften würden.
Neben der Absage von Veranstaltungen wie Messen, kulturellen und sportlichen Veranstaltungen sowie von Volksfesten und der Schließung von Kulturbetrieben wie Theatern, Kinos und Clubs wirkte sich die Pandemie auch auf den Buchhandel und die Verlage aus. Fachverlage wie Hanser, die vom Buchhandel abhängig sind, mussten einen kompletten Ausfall der Bestellungen hinnehmen. Die Autorenvereinigung P.E.N. forderte die Öffnung der Buchhandlungen. Betroffen waren trotz gestiegenen Interesses an Medieninhalten in der Krise auch die Zeitungs- und Zeitschriftenverlage, insbesondere durch starke Rückgänge im Anzeigengeschäft, die je nach Sektor zwischen 20 und 80 % ausmachten. Der Bundesverband der Konzert- und Veranstaltungswirtschaft schätzt, dass zwischen März und Mai 2020 etwa 80.000 Veranstaltungen abgesagt werden müssen. Der Schaden wird auf etwa 1,25 Milliarden Euro geschätzt. In der Kultur- und Kreativwirtschaft insgesamt rechnet die Bundesregierung für 2020 mit Einbußen zwischen 9,5 Milliarden und fast 28 Milliarden Euro. Das Kompetenzzentrum Kultur- und Kreativwirtschaft des Bundes bezeichnete die Corona-Pandemie als „hinsichtlich der Auswirkungen auf die Gesellschaft und Wirtschaft einmalig in der bundesdeutschen Geschichte“. Die Branche initiierte neben anderen Aktionen am 22. und 23. Juni die Night of Light, um auf ihre Situation aufmerksam zu machen.
Um „herauszufinden, wie Kulturveranstaltungen wieder möglich sein können“, wurde am 22. August 2020 ein „Corona-Konzert“ in der Arena Leipzig mit Tim Bendzko als Sänger durchgeführt. Das Konzert bildete den empirischen Teil einer „Restart-19“ genannten wissenschaftlichen Studie der Medizinischen Fakultät der Martin-Luther-Universität Halle. Die Fakultät sucht nach Wegen, um von dem pauschalen Verbot von Großveranstaltungen mit Publikum wegzukommen.
In der Veranstaltungsbranche wird intensiv daran gearbeitet, „COVID-19-gerechte“ und daher genehmigungsfähige Angebote machen zu können (Beispiele: „Geisterspiele“ ohne Publikum bzw. mit geringen Zuschauerzahlen in Mannschaftssportarten, temporäre Freizeitparks anstelle von Jahrmärkten und Weihnachtsmärkten bis hin zu Schützenfesten ohne Zelte und die Möglichkeit des Aufenthalts von Gästen an einer Theke in der Saison 2021).

##### Landwirtschaft und Lebensmittel verarbeitende Industrie
Tausende meldeten sich in Nordrhein-Westfalen als Helfer bei der Spargelernte, nachdem zahlreichen Erntehelfern, die normalerweise zur Saisonarbeit aus osteuropäischen Ländern gekommen wären, die Einreise versagt worden war. Die Helfer waren teils Kurzarbeiter, die eine bezahlte Nebentätigkeit suchten. Nach Kritik an dem Einreisestopp genehmigte die Bundesregierung im April und Mai die Einreise von jeweils 40.000 Saisonarbeitskräften aus Osteuropa, allerdings nur per Flugzeug und mit Gesundheitsprüfung sowie Quarantänemaßnahmen.
Immer wieder stellte sich heraus, dass Erntehelfer sowie Arbeiter in der Fleisch bzw. Gemüse verarbeitenden Industrie eine zentrale Rolle bei der Herausbildung von COVID-19-„Hotspots“ bildeten. Die Kreise Gütersloh, Warendorf und Dingolfing-Landau überschritten im Sommer 2020 den kritischen Wert von 50 Neuinfektionen auf 100.000 Einwohner in den vergangenen sieben Tagen.

##### Reise und Verkehr
Im Mai 2020 warnte der Bundesverband der Deutschen Tourismuswirtschaft vor einem „Kollaps“ der Branche. Einer Umfrage unter 11.000 Reisebüros und 2.300 Veranstaltern zufolge sahen sich zwei Drittel der Unternehmen kurz- bis mittelfristig von der Insolvenz bedroht.

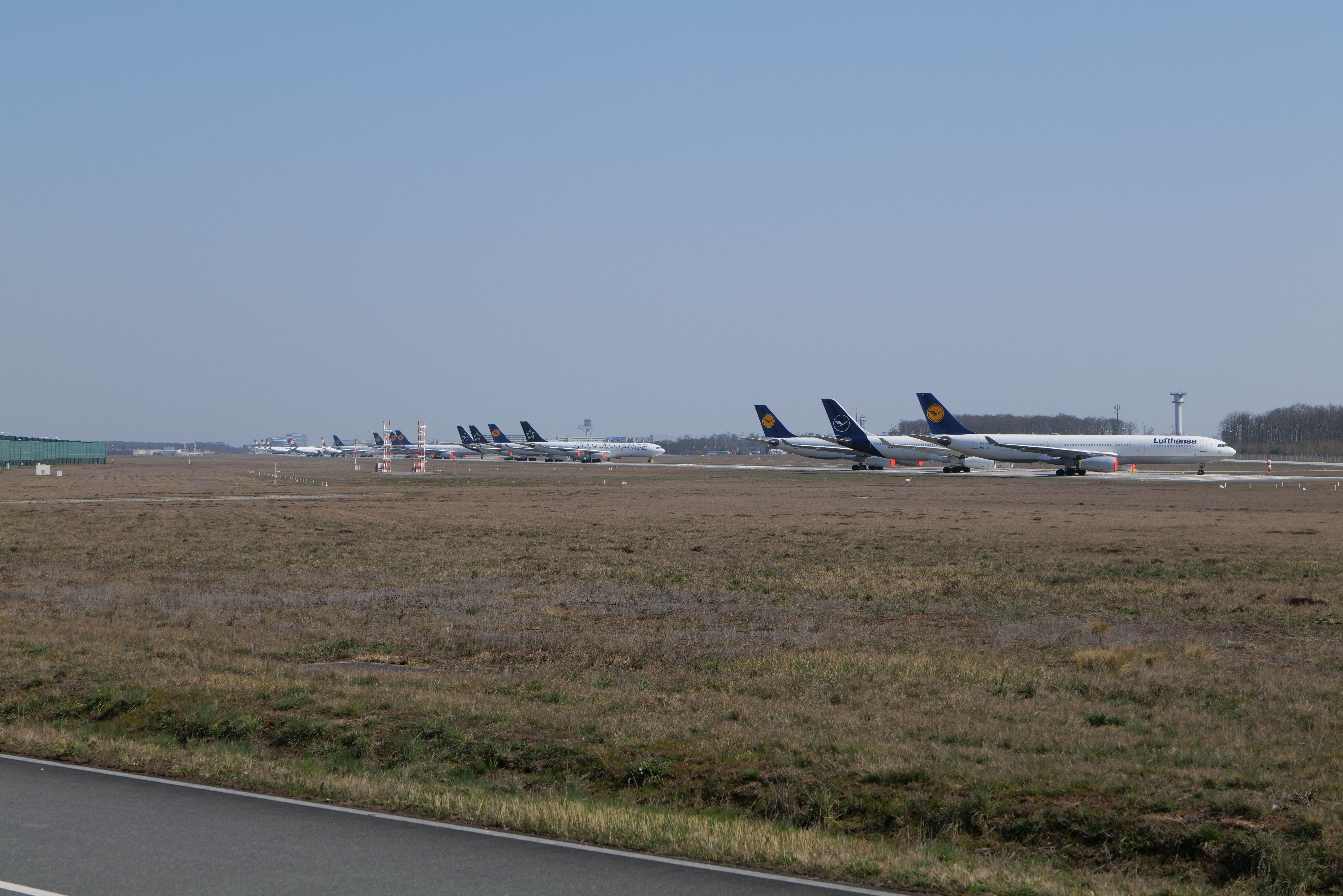
Mangels Nutzung geparkte Flugzeuge auf der Landebahn Nordwest des Frankfurter Flughafens, 27. März 2020

Der Flugbetrieb der Germanwings wurde am 7. April eingestellt.

Die Lufthansa, die Ende März nur noch 8,5 % der Flotte in Betrieb hatte, und die TUI, die ihr gesamtes Reiseprogramm bis 23. April aussetzte, gerieten in wirtschaftliche Schwierigkeiten. Die TUI erhielt von der KfW einen Überbrückungskredit von 1,8 Milliarden Euro. Der Lufthansa-Chef Carsten Spohr kündigte eine Verkleinerung des Unternehmens mit seinen noch 140.000 Mitarbeitern an. Am 7. April wurde bekannt, dass die Lufthansa-Gruppe den Flugbetrieb der 100-prozentigen Tochtergesellschaft Germanwings mit 1.400 Beschäftigten einstellt. Zudem sollen weitere Flugzeuge innerhalb der Lufthansa-Gruppe stillgelegt werden. Bis Juni 2020 wurde ein staatliches Rettungspaket im Wert von über neun Milliarden Euro für die Lufthansa beschlossen. Nach Diskussionen mit der EU und dem Großaktionär Heinz Hermann Thiele stimmte die Hauptversammlung Ende Juni 2020 diesem zu. Das Paket umfasst auch eine vorübergehende Staatsbeteiligung von 20 % an dem Unternehmen, die bis Ende 2023 geplant ist. Dennoch sollen etwa 22.000 Beschäftigte weltweit ihre Stelle verlieren, wobei betriebsbedingte Kündigungen allerdings nur bei einer Tochtergesellschaft in Nordamerika geplant sind. Während die Ferienfluggesellschaft Condor ebenfalls Kurzarbeit und staatliche Hilfen beantragte, gab der Flughafenbetreiber Fraport an, über ausreichend Liquidität zu verfügen und die Krise mit Sparmaßnahmen überstehen zu wollen. Der Flughafen Frankfurt verzeichnete Ende März einen Rückgang der Fluggastzahlen um 90 % gegenüber dem Vorjahresmonat. In der ersten Aprilwoche ging das gesamte Passagieraufkommen an deutschen Flughäfen auf einen Wert von 2 % gegenüber dem Vorjahr zurück.
Auch Airbus stellte vorübergehend die Produktion ein, nahm sie aber alsbald – in geringerem Maße – wieder auf. Der Zulieferer MTU Aero Engines setzte sie hingegen für zunächst drei Wochen aus. Airbus gab Anfang April einen erneuten Produktionsstopp in verschiedenen Werken bekannt. Nach der Wiederaufnahme der Produktion kündigte Airbus im Juni 2020 einen Stellenabbau von 15.000 Stellen weltweit, davon über 5.000 in Deutschland, an. Auch betriebsbedingte Kündigungen wurden nicht ausgeschlossen.
Die Deutsche Bahn reduzierte ihr Zugangebot um bis zu 25 %, wobei die GdL wegen nahezu leerer Züge eine Reduzierung auf 50 % forderte.
Weitere Bereiche der Verkehrswirtschaft und insbesondere des Tourismus waren stark betroffen. Laut dem Branchenverband Bundesverband Deutscher Omnibusunternehmer stehen bis zu 90 % der mittelständischen Betriebe im Bustourismus und Fernlinienverkehr vor dem wirtschaftlichen Aus. Auch große Anbieter wie Flixbus und BlaBlaBus stellten den Betrieb ab 17. März bis auf weiteres komplett ein.
Auch der öffentliche Personennahverkehr hat durch die geringere Nutzung öffentlicher Verkehrsmittel massive Fahrgeldausfälle zu beklagen. Die Verkehrsminister der Länder fordern ein Rettungspaket für die ÖPNV-Betreiber. Einzelne Verkehrsunternehmen, so etwa die Deutsche-Bahn-Tochter ORN, haben ihren Rückzug aus dem ÖPNV bekanntgegeben.
Starke Einbrüche verzeichneten ebenso das Taxigewerbe, Autovermietungen, Fahrschulen, Reisebüros.
Darüber hinaus trifft die Krise auch die Tankstellenbetreiber: Insbesondere durch die fehlenden Shopverkäufe sind viele Pächter unmittelbar vom Aus bedroht.

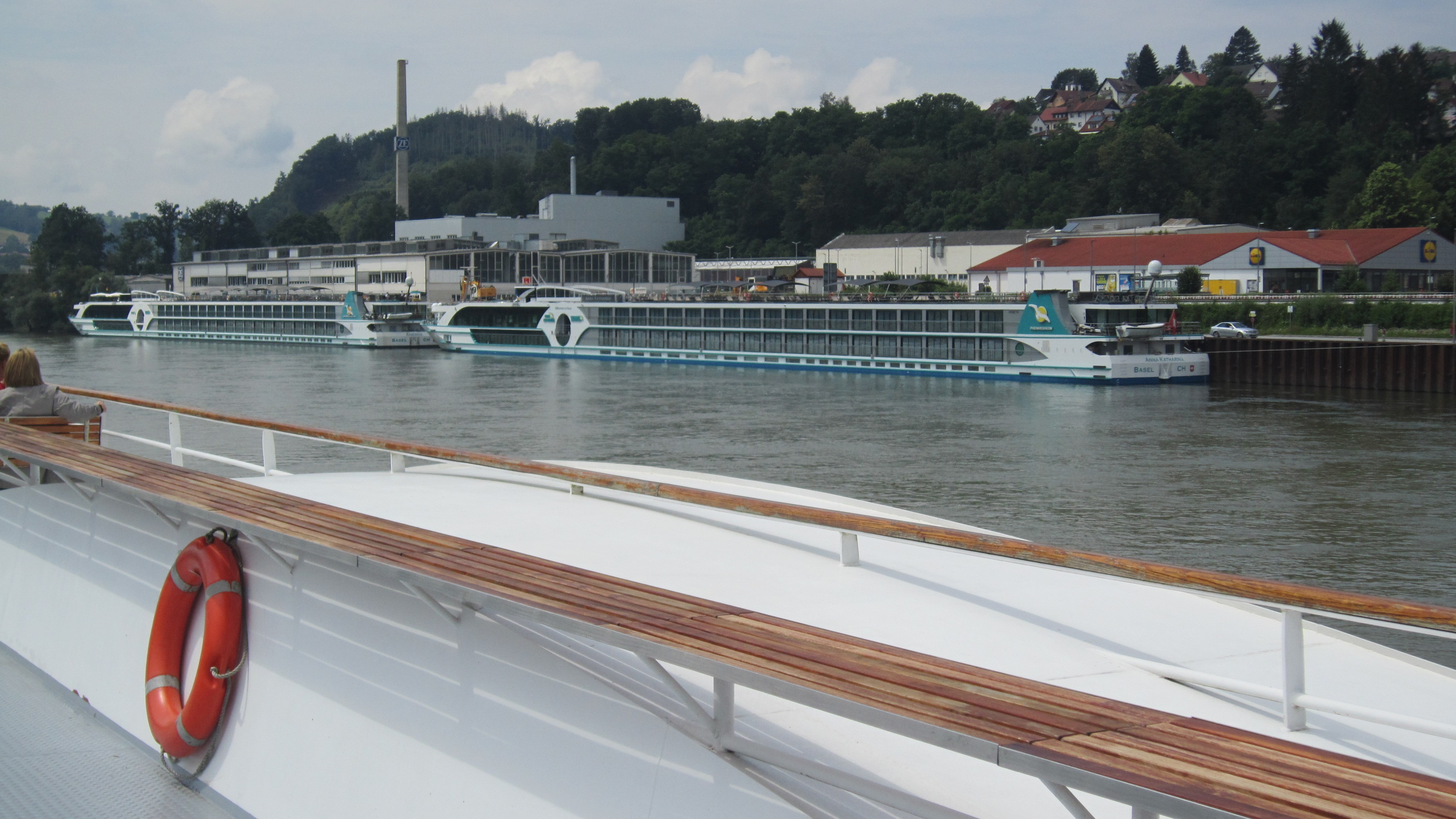
Donau unterhalb von Passau im Juli 2020: Während Fahrgastschiffe ohne Übernachtungskabinen den Betrieb wieder aufgenommen haben, warten Flusskreuzfahrtschiffe auf einen Wiedereinsatz.

Nach etlichen COVID-19-Fällen, auch Todesfällen an Bord wurden nahezu alle Kreuzfahrtschiffe weltweit stillgelegt oder befanden sich Anfang April 2020 auf der Rückreise in die Ausgangshäfen. Am 17. September 2020 riet das deutsche Auswärtige Amt dringend vor einer Teilnahme an Kreuzfahrten ab. Ausgenommen von dieser Reisewarnung waren nur „Flusskreuzfahrten innerhalb der EU bzw. Schengen mit spezifischen Hygienekonzepten sowie Kreuzfahrten auf Schiffen mit spezifischen Hygienekonzepten, deren Reise in einem Hafen in Deutschland beginnt und ohne ein Anlegen in einem ausländischen Hafen wieder in einem Hafen in Deutschland endet.“

##### Bau und Immobilien
Auf dem Immobilienmarkt kam es ab dem Zeitpunkt der Kontaktverbote zu weniger Suchanfragen im Internet; Wohnungsbesichtigungen und Notartermine konnten nicht stattfinden. Ebenso spürte die Bauwirtschaft die Krise, die Branche arbeitete Anfang April 2020 zu 70 bis 80 %. Ihr fehlten unter anderem die Arbeitskräfte aus Osteuropa. Der zuvor herrschende Bauboom galt zunächst als beendet. Laut einer Befragung des Hauptverbandes der Deutschen Bauindustrie berichteten 60 % der Mitgliedsunternehmen von Krisenfolgen, wozu Baustellenschließungen, ein hoher Krankenstand und Mehrkosten aufgrund eines höheren Organisationsaufwands zählten. Der Verband prognostizierte, dass die Umsätze, für die zuvor eine Steigerung um 5,5 % vorausgesagt worden war, nun etwa auf dem Niveau von 2019 stagnieren würden.

##### Öffentliche Haushalte
Es zeichnete sich bereits ab, dass die öffentlichen Haushalte dadurch Einkommensteuerverluste hinnehmen müssen. Ebenso zeichnete sich durch die Geschäftsschließungen ein starker Einbruch bei den Gewerbesteuereinnahmen ab, die 40 % der kommunalen Haushalte ausmachen. Im Mai 2020 wurde bekannt, dass die Steuereinnahmen von Bund, Ländern und Gemeinden um fast 100 Milliarden Euro geringer ausfallen werden, als im Herbst 2019 prognostiziert. Die Kommunen waren hiervon am meisten betroffen. So fehlten diesen allein 13 Milliarden Euro an Gewerbesteuern. Hinzu traten Mehrausgaben, etwa bei Gesundheitsämtern und Sozialausgaben. In der Folge wurden im Rahmen des Konjunkturpakets der Bundesregierung Finanzhilfen für die Kommunen beschlossen. Diese stießen allerdings bei einigen Kommunen auch auf Kritik, da die zu erwartenden Verluste der Folgejahre nicht berücksichtigt seien. Bei einer Bilanz des ersten Halbjahres zeigte sich, dass Bund, Länder, Kommunen und Sozialversicherungen im ersten Halbjahr 51,6 Milliarden Euro mehr ausgegeben als eingenommen hatten. Auf die gesamte Wirtschaftsleistung bezogen entsprach dies einem Defizit von 3,2 Prozent. Erstmals seit 2010 gingen die Einnahmen im Vergleich zum Vorjahreszeitraum zurück, wohingegen die Ausgaben des Staates sich um 9,3 Prozent erhöhten.

##### Private Finanzlage und Verschuldung
Im Rahmen einer Umfrage der Creditreform im Frühsommer 2020 gaben rund 37 Prozent der Befragten an, dass ihre Haushalte durch die Krise finanzschwächer sind als je zuvor. Acht Prozent berichteten über den Verlust von mehr als der Hälfte ihres Einkommens, 28 Prozent prognostizierten für sich eine Verschuldung.

#### Lockerungen
Nachdem am 15. April 2020 einige Maßnahmen zurückgenommen worden waren, durften in Deutschland zahlreiche Geschäfte unter 800 Quadratmetern Verkaufsfläche wieder öffnen, zudem Buchhändler, Auto- und Fahrradhändler unabhängig von der Verkaufsfläche. Hierbei kam es zu unterschiedlichen Ausprägungen. In einigen Bundesländern durften auch größere Geschäfte 800 Quadratmeter ihrer Verkaufsfläche eröffnen bzw. die zulässige Verkaufsfläche vervielfachen (indem z. B. die Herren- und die Damenabteilung eines Textilisten als eigenes Geschäft definiert, beide Abteilungen voneinander räumlich getrennt wurden und durch separate Eingänge erreichbar waren). Auch wurde der Begriff „Verkaufsfläche“ landesspezifisch unterschiedlich definiert.
Je nach Bundesland wurden unterschiedliche Öffnungsdaten zwischen dem 20. und 27. April genannt. Während einige der großen Modeketten bereits ab dem 20. April die Geschäfte ganz oder teilweise wieder eröffneten, darunter KiK, TEDi, Gerry Weber oder Zara, konnten oder wollten andere mit großen Häusern dies noch nicht tun, so etwa C&A. In Nordrhein-Westfalen hingegen war es etwa auch großen Möbelhäusern wie IKEA erlaubt zu öffnen. Die Kaufhauskette Galeria Karstadt Kaufhof klagte dort und in mehreren anderen Bundesländern gegen die durch die unterschiedlich definierten Öffnungsmöglichkeiten wahrgenommene Ungleichbehandlung. Bundesgesundheitsminister Jens Spahn sprach sich für mehr Pragmatismus bei der Rücknahme der Maßnahmen aus: „Wir alle spüren ja, dass es für viele schwer verständlich ist, warum Läden mit 799 Quadratmetern öffnen dürfen, Läden mit 801 aber nicht.“
Die Beobachtung, dass unterschiedliche Regelungen im Einzelhandel zu einem unerwünschten „Einkaufstourismus“ über Landesgrenzen hinweg führten, hatte bereits am 4. April 2020 die niedersächsische Landesregierung bewogen, das ab dem 23. März gültige Verbot des Verkaufs von Artikeln in Baumärkten an nicht-gewerbliche Kunden aufzuheben. Dieses Verbot führte zu einem unerwünschten grenzüberschreitenden Einkaufsverkehr, insbesondere nach Bremen und Nordrhein-Westfalen, wo es derartige Verbote nicht gab. Ähnliche unerwünschte Mobilitätsanreize und Wettbewerbsverzerrungen durch unterschiedliche landesspezifische Vorgaben wurden im Frühjahr 2020 auch an anderen Landesgrenzen beobachtet.
Ende April 2020 nahmen verschiedene Automobilhersteller, unter ihnen VW und Daimler, die Produktion wieder auf – angesichts teilweise gestörter Lieferketten jedoch mit Einschränkungen. Andere wie Ford in Deutschland und BMW nannten für den Wiederbeginn der Produktion erst den Mai.
Gesundheitsminister Spahn verteidigte im September 2020 den im März beschlossenen Lockdown. Besuchsverbote in Altenheimen, die Schließung von Friseursalons und des Einzelhandels seien rückblickend übertrieben gewesen, weil man sich durch Abstand, Händewaschen und das Tragen von Alltagsmasken mittlerweile besser schützen könne. Spahn schloss einen zweiten Lockdown des Einzelhandels aus. Am 7. Dezember schloss Spahn angesichts gestiegener Infektionszahlen einen zweiten Lockdown des Einzelhandels hingegen nicht mehr aus.

#### Prognosen zur Entwicklung der Wirtschaft in Deutschland
Möglicherweise werden Geschäftsmodelle, die vor Ausbruch der COVID-19-Pandemie verbreitet waren, auf Dauer nicht mehr (im gewohnten Umfang) umsetzbar sein, z. B. die Durchführung von Kreuzfahrten, Veranstaltungen in vollen Stadien bzw. in geschlossenen Räumen usw. So sah etwa der Fünf-Stufen-Plan „Neuer Alltag mit dem Coronavirus“ der Niedersächsischen Staatskanzlei in der Fassung vom 4. Juni 2020 keine Möglichkeit für Inhaber von „Shisha-Bars, Discotheken, Clubs und ähnliche[m]“ vor, in absehbarer Zeit den Geschäftsbetrieb in Niedersachsen wieder aufzunehmen.
In dem ARD-Magazin „Panorama“ wurde am 11. Juni 2020 die Befürchtung ausgesprochen, dass der deutsche Steuerzahler schlimmstenfalls für den Ausfall von 25 Milliarden € werde aufkommen müssen, und zwar dann, wenn alle Auftraggeber neuer Kreuzfahrtschiffe ihren vertraglich vereinbarten Zahlungsverpflichtungen gegenüber deutschen Werften nicht nachkämen. Weltweit gebe es zurzeit keinen Bedarf an neuen Kreuzfahrtschiffen.
Im Hinblick auf die Frage, ob es ratsam sei, auch Großveranstaltungen wieder zu erlauben, gab das Robert Koch-Institut eine differenzierte Antwort. Solange das Coronavirus nur durch Kontaktbegrenzungen und die Einhaltung von Hygieneregeln an einer unkontrollierten Ausbreitung gehindert werden könne, blieben Veranstaltungen bedenklich, bei denen ein hoher Anteil der Teilnehmer „risikogeneigt“ sei (durch Merkmale wie ein hohes Alter und/oder Vorerkrankungen, aber auch durch die vorhersehbare Bereitschaft zu einem die Infektion fördernden Verhalten), bei denen es intensive Kontakte zwischen den Teilnehmern gebe (z. B. beim Tanzen) sowie bei denen der Veranstaltungsort Mängel aufweise (wie z. B. schlechte Lüftungsmöglichkeiten).

Das Land Schleswig-Holstein gab am 5. August 2020 eine Tabelle mit fünf „Öffnungsstufen“ und vier „Risikoklassen“ (1. „Events“, 2. „Gruppenaktivitären“, 3. „Märkte“ und 4. „Sitzungen“) heraus. Am 20. Juli 2020 war Öffnungsstufe 3 erreicht. Öffnungsstufen 4 und 5 traten aufgrund der neuen Infektionswelle und dem daraus folgenden Lockdown ab dem Herbst 2020 bislang nicht in Kraft, und auch alle vorherigen „Öffnungsstufen“ fielen damit wieder weg.

##### BIP-Prognosen 2020
- Die Wirtschaftsforschungsinstitute prognostizierten Ende März je nach Szenario einen Rückgang des Bruttoinlandsprodukts (BIP) im Jahr 2020 zwischen 7 und 20 %.[2]
- Wirtschaftsminister Peter Altmaier rechnete aufgrund der Maßnahmen gegen das Virus wie Ausgangsbeschränkungen, Geschäftsschließungen, der weitgehenden Einstellung des Tourismus und des Luftverkehrs sowie der Absage zahlreicher Großveranstaltungen mit einer bevorstehenden größeren Rezession als nach der Weltfinanzkrise. Anfang April 2020 prognostizierte er einen Rückgang der Wirtschaftsleistung von mehr als 8 % im ersten Halbjahr.[205]
- Der Sachverständigenrat der Bundesregierung ging Ende März für 2020 in drei unterschiedlichen Szenarien von einem Minus beim BIP zwischen 2,8 und 5,4 % aus.[206] Im Juni senkte er die Prognose auf minus 6,5 % und rechnete mit dem voraussichtlich „stärksten Einbruch der deutschen Wirtschaft seit Bestehen der Bundesrepublik“.[207]
- Anfang April rechneten die führenden Wirtschaftsforschungsinstitute in ihrem gemeinsamen Frühjahrsgutachten mit einem Rückgang der Wirtschaftsleistung im zweiten Quartal von 9,8 %, mehr als in der Finanzkrise. Für das Gesamtjahr prognostizierten sie ein Minus von 4,2 %, was im Vergleich weniger als damals wäre. Diese Berechnungen erfolgten allerdings auf der Grundlage eines bereits Mitte April aufgehobenen Shutdowns, so dass die Forscher bereits einräumten, dass die Rezession deutlich schwerer ausfallen könne.[208]
- Die Bundesregierung rechnete Ende April mit einem Minus von 6,3 % im Gesamtjahr 2020, ein Drittel mehr als in der Finanzkrise 2009.[85]
- Die Bundesbank prognostizierte im Juni ein Minus von 7,1 %.[209]
- Das Bruttoinlandsprodukt der deutschen Wirtschaft ging im Jahr 2020 mit einer Rate von 5,0 % zurück.[210]

##### BIP-Prognosen 2021
- Das BMWi gab in der Jahresprojektion für 2021 vom 27. Januar bekannt, dass eine Zunahme des preisbereinigten Bruttoinlandsprodukts in Höhe von 3,0 Prozent gegenüber dem Vorjahr erwartet wird.[211] Die Wirtschaftsleistung von vor der Pandemie dürfte folglich erst Mitte 2022 wieder erreicht werden.[212]
- Im April 2021 senkten die führenden deutschen Wirtschaftsforschungsinstitute ihre Prognose vom Herbst 2020 von 4,7 Prozent auf 3,7 Prozent.[213]
- Das Bruttoinlandsprodukt der deutschen Wirtschaft im Jahr 2021 stieg mit einer Rate von 2,7 Prozent.[214]

##### BIP-Prognose 2022
- Im Jahreswirtschaftsbericht 2022 prognostizierte das BMWI eine Zunahme des preisbereinigten BIP in Höhe von 3,6 Prozent mit der Annahme eines abflachenden Infektionsgeschehens.[210]

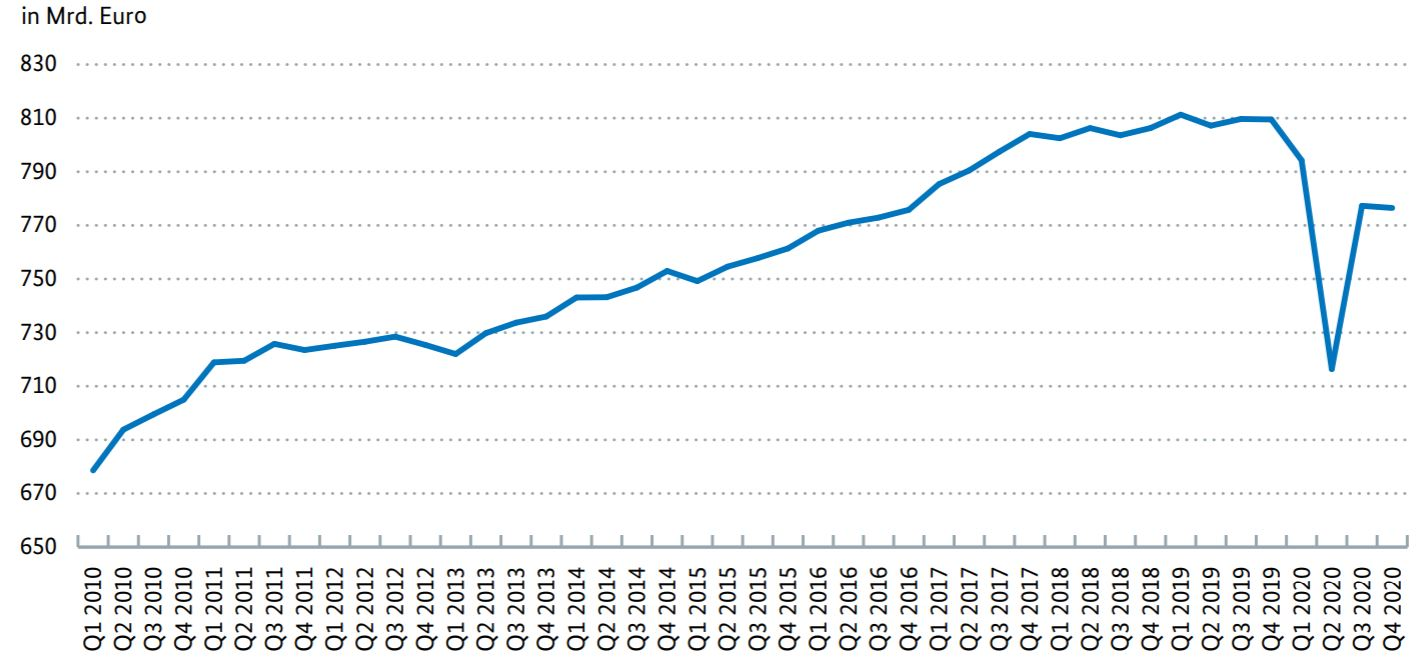
Entwicklung des Bruttoinlandsprodukts 2010 bis 2020

##### Kosten
- Das Ifo-Institut ging im März 2020 von Kosten für die deutsche Volkswirtschaft von 255 bis zu 729 Milliarden Euro aus.[25]
- Der Chefvolkswirt der Deutschen Bank, David Folkerts-Landau, rechnete mit Kosten von einer bis 1,5 Billionen Euro, die Deutschland aufgrund der vergleichsweise niedrigen Verschuldung seiner Meinung nach stemmen könne.[215]

#### Maßnahmen der Wirtschaftspolitik
Die deutsche Bundesregierung beschloss am 23. März 2020 sowohl Hilfspakete für kleine Unternehmen und Soloselbstständige im Wert von etwa 50 Milliarden Euro als auch einen Schutzschirm für größere Firmen, die Teil eines Nachtragshaushalts im Wert von 156 Milliarden Euro sind. Dieser umfasst neben den Staatsschulden auch geplante Steuerausfälle durch die Krise. Dazu kommt ein Rettungsfonds im Volumen von 600 Milliarden Euro für mittlere und größere Unternehmen. Er besteht aus Kreditgarantien in Höhe von 400 Milliarden Euro, 100 Milliarden Euro für Staatsbeteiligungen an Unternehmen und 100 Milliarden, um einen leichteren Zugang für Überbrückungskredite der staatlichen KfW zu finanzieren. Die Maßnahmen der Bundesregierung haben so einen Gesamtwert von etwa 750 Milliarden Euro.
Nach dem Beschluss des historischen Corona-Maßnahmenpakets am 25. März im Deutschen Bundestag und der bereits zwei Tage später in einer Sondersitzung erfolgten Zustimmung des Bundesrats wurden die Soforthilfen Medienberichten zufolge stark nachgefragt: Bereits unmittelbar nach den Gesetzesbeschlüssen seien über 360.000 Hilfsanträge eingegangen. In Berlin musste das Hilfsprogramm des Senats aufgestockt werden. Dabei gab es auch Berichte über technische Probleme. So stand in Hamburg am 30. März zunächst noch kein entsprechendes Formular zur Verfügung. Nach Beseitigung der Probleme konnte es am späten Abend freigeschaltet werden. FDP-Chef Christian Lindner kritisierte zudem eine „Unterstützungslücke“ bei Betrieben zwischen zehn und 250 Mitarbeitern. In der zweiten Aprilwoche brachte die Bundesregierung infolgedessen ein Schnellkreditprogramm für mittelständische Unternehmen auf den Weg.
Die Daten des German Business Panels zeigen, dass Unternehmen zusätzlich zu den staatlichen Hilfen Maßnahmen treffen mussten, um durch die Krise zu kommen. Dies zeigt sich beispielsweise am Anteil der Unternehmen, die auf künftige Lohnsteigerungen verzichten, der mehr als doppelt so groß war, falls Staatshilfen in Anspruch genommen wurden. Insgesamt zeigt sich, dass viele dieser Maßnahmen in Unternehmen getroffen wurden, um Arbeitsplätze erhalten zu können.
Das German Business Panel entwickelte einen Indikator, der die Wirkung der staatlichen Maßnahmen bemisst. Dieser basiert auf der kontrafaktischen Einschätzung der Unternehmer bezüglich ihrer Überlebenswahrscheinlichkeit ohne Staatshilfen und der erwarteten Überlebenswahrscheinlichkeit in der tatsächlichen Situation, in der einige Unternehmen Staatshilfen beanspruchen konnten. Wenn beide geschätzten Wahrscheinlichkeiten übereinstimmen, sind staatliche Hilfen nicht notwendig, denn die Überlebenswahrscheinlichkeit wird durch die Staatshilfen nicht verändert. Je größer aber der Unterschied zwischen den Wahrscheinlichkeiten ist, desto stärker ist die positive Wirkung der Staatshilfen auf das Überleben von Unternehmen. Beispiele für Wirtschaftszweige sind Messe- und Kongressveranstaltern oder Reisebüros, deren Überlebenswahrscheinlichkeit durch staatliche Hilfen um etwa 30 Prozentpunkte anstieg, jedoch selbst mit den Hilfen nur eine Überlebenswahrscheinlichkeit von unter 60 % erreichen konnten. Verlage oder Privatschulen dagegen konnten ihre Überlebenswahrscheinlichkeit durch staatliche Hilfen ebenfalls um über 30 Punkte steigern, erreichten dadurch aber eine Überlebenswahrscheinlichkeit von über 80 %. Der Wirkungsindikator der Staatsmaßnahmen zweigt, dass Branchen, die im zweiten Lockdown besonders stark eingeschränkt wurden, selbst nach Inanspruchnahme der staatlichen Hilfen, sehr niedrige Überlebenswahrscheinlichkeiten aufwiesen.
Das Finanzministerium stellte im April 2020 bestimmte Sonderzahlungen und bestimmte Lohnteile wie Arbeitslohnspenden und Betreuungszuschüsse steuerfrei.
Eine weitere Maßnahme war eine Gesetzesänderung, dass gewerblichen und privaten Mietern nicht gekündigt werden darf, wenn sie die Miete nicht bezahlen. Der Mietzins muss später nachgezahlt werden. Ähnliche Regelungen gibt es für Verträge bezüglich Energie, Wasser und Kommunikation. Am 23. April 2020 wurden weitere Maßnahmen beschlossen. Dazu zählen eine Senkung der Mehrwertsteuer für die Gastronomie von 19 auf 7 % befristet für ein Jahr ab 1. Juli, eine stufenweise Erhöhung des Kurzarbeitergeldes, eine längere Bezugsdauer des Arbeitslosengeldes sowie steuerliche Entlastungen für kleine und mittlere Unternehmen. Zivilgesellschaftliche Organisationen wie die Bürgerbewegung Finanzwende kritisierten, dass die Auszahlung des Kurzarbeitergeldes nicht an ein Verbot der Gewinnausschüttung für Unternehmen gekoppelt wurden.
Der Wirtschaftsrat der CDU forderte eine Überprüfung klimapolitischer Vorgaben.
Anfang Juni 2020 einigten sich SPD und CDU auf ein 130 Milliarden umfassendes Corona-Konjunkturpaket, das aus 57 Maßnahmen besteht. Darunter fallen bspw. die befristete Senkung der Mehrwertsteuer für die Dauer von mindestens sechs Monaten ab Juli 2020, die Deckelung der Sozialversicherungsbeiträge bis einschließlich 2021 bei höchstens 40 % und Deckelung der EEG-Umlage auf 6,5 Cent pro Kilowattstunde. Kritik am Konjunkturpaket kam aus der Automobilbranche. Branchenexperte Ferdinand Dudenhöffer bemängelte den hauptsächlich von der SPD durchgesetzten Verzicht auf eine Kaufprämie für moderne Verbrenner, da mit dieser etwa 300.000 Fahrzeuge mehr hätten verkauft werden können. Mit der Förderung für Elektroautos werde hingegen nur ein „Nischenmarkt“ bedient. Das Institut für Makroökonomie und Konjunkturforschung kritisierte im Nachhinein, dass die Mehrwertsteuersenkung in der Praxis überwiegend Haushalten mit höheren Einkommen zugutekam.
Der Berliner Senat kündigte am 21. September 2020 weitere Unterstützungsmöglichkeiten, dieses Mal für Verbände und Vereine an, die unter Liquiditätsengpässen durch Corona litten und eine Reihe von Vorgaben erfüllten. 4,9 Mio. Euro würden dafür insgesamt aus dem Haushalt zur Verfügung gestellt.
Angesichts der neuen Welle von Infektionen und positiven Testungen ab November 2020 wurde zunächst ein sogenannter „Lockdown light“, beschlossen, bei dem Geschäfte geöffnet blieben, jedoch Veranstaltungen mit Publikum weitgehend verboten wurden. Ab 16. Dezember 2020 folgte ein weiterer „harter Lockdown“, Geschäfte und viele weitere Dienstleistungsangebote wurden geschlossen. Das Institut für Arbeitsmarkt- und Berufsforschung rechnete mit Kosten von etwa 3,5 Milliarden Euro pro Woche für diese Maßnahmen. Weitere von Ökonomen prognostizierte Folgen waren steigende Kurzarbeit und sinkendes Wirtschaftswachstum in den Winterquartalen.
Durch die im März 2020 ausgesetzte Insolvenzantragspflicht, die zunächst bis September 2020 galt und deren Aussetzung dann mehrfach verlängert wurde, wird laut einer ZEW-Studie davon ausgegangen, dass bis zu 25.000 Betriebe nach dem Ende der Aussetzung vor dem Aus stehen, sogenannte Zombieunternehmen. Hiermit verbunden ist die Auszahlung der Wirtschaftshilfen, die nach den Startproblemen auch weiter als zu schleppend kritisiert wurde und für die Wirtschaftsminister Altmaier zunehmend in der Kritik stand. So kritisierte der Bundesverband mittelständische Wirtschaft (BVMW), dass Altmaier zum „Bestatter ganzer Branchen“ geworden sei.

### Österreich
Im Zuge der ersten Fälle von COVID-19 in Italien kam es am 23. Februar zum Stoppen der Züge am Brenner, da zwei Verdachtsfälle durch die italienischen Bahnen an das österreichische Innenministerium gemeldet wurden. Am 25. Februar wurden in Innsbruck die ersten Fälle des Coronavirus bekannt. Das Hotel Europa wurde abgeriegelt.
Die ersten Beschränkungen des Reiseverkehrs wurden am 10. März wirksam. In der Pressekonferenz vom 11. März wurde bekannt gegeben, dass Veranstaltungen in geschlossenen Räumen ab 100 Personen, im Freien ab 500 Personen vorübergehend verboten werden. Ab dem 16. März stieg infolge umfangreicher Geschäftsschließungen die Zahl der arbeitslosen Menschen binnen einer Woche um mehr als 115.000 an, ebenfalls die Zahl der Kurzarbeiter.
Am 18. März wurden wirtschaftspolitische Maßnahmen von insgesamt 38 Milliarden Euro beschlossen: ein Soforthilfepaket über 4 Milliarden Euro, 9 Milliarden Euro für Garantien und Haftungen zur Kreditabsicherung, 15 Milliarden Euro für Branchen, die „besonders hart“ getroffen werden, und 10 Milliarden Euro für Steuerstundungen. Ein Teil der Gelder ist für einen Härtefallfonds geplant, um sofort an Ein-Personen-Unternehmen und Kleinstunternehmer ausgezahlt zu werden.

### Schweiz
- Am 20. März 2020 hat der Bundesrat zur Abfederung der wirtschaftlichen Folgen der Ausbreitung des Coronavirus ein umfassendes Maßnahmenpaket in der Höhe von 32 Milliarden Franken beschlossen. Zusammen mit den bereits am 13. März beschlossenen Maßnahmen stehen derzeit 42 Milliarden Franken zur Verfügung.[240][241] Von der Finanzhilfe sollen alle von der Krise Betroffenen profitieren: Firmen, Selbstständige, Kulturschaffende, Fest- und Temporärangestellte. Finanzminister Ueli Maurer ließ keinen Zweifel, dass der Bund die Wirtschaft um jeden Preis stützen will: „Wenn es mehr Geld braucht, stellen wir diese Beträge zur Verfügung“. Die Maßnahmen sind das größte Wirtschaftshilfspaket der Schweizer Geschichte.[242] Mit 20 Milliarden Franken des Massnahmenpakets will der Bund zusammen mit 300 Banken die Schweizer KMUs vor dem Kollaps bewahren. Die mit Bundesbürgschaft versehenen zinslosen Kredite bis 500.000 Franken können online über EasyGov.swiss beantragt werden und werden den Firmen von ihrer Hausbank ausbezahlt.[243][244] Die entsprechende Verordnung trat am 26. März 2020 in Kraft.[245] Am 3. April hat der Bundesrat beschlossen, das Bürgschaftsprogramm für COVID-Überbrückungskredite aufzustocken. Aufgrund der großen Nachfrage erhöhte er die bestehenden Verpflichtungskredite um 20 Milliarden auf insgesamt 40 Milliarden Franken.[246][247]
- Stand 7. April 2020 sind schweizweit bereits Gesuche für Kurzarbeit von 1,5 Millionen Personen eingegangen. Dies entspricht rund 30 % der Erwerbstätigen. Im Tessin sind rund 45 % der Erwerbspersonen von Kurzarbeit betroffen. Jeden Werktag verlieren 1900 Personen in der Schweiz ihren Job. Die Arbeitslosenquote ist im März von 2,5 auf 2,9 % gestiegen.[248]
- Gemäß Informationen des Staatssekretariats für Wirtschaft (SECO) vom 11. April 2020 hat sich die Lage der Schweizer Wirtschaft wesentlich stärker verschlechtert als zu Beginn der Coronakrise erwartet. Der Schweizer Wirtschaft fielen bisher 25 % der Produktivität weg. Je nach Branche sind verschieden große Verluste der Produktivität zu verzeichnen, beim Gastgewerbe über 80 %, beim Detailhandel und der Transportbranche 50 bis 60 %.[249]
- Am 23. April teilte das SECO seine neuen, stark nach unten korrigierten Konjunkturprognosen 2020 mit. Die Bundesökonomen gehen davon aus, dass das BIP im laufenden Jahr um 6,7 % sinken wird. Dies entspricht rund 90 Milliarden Franken an Wirtschaftsleistung. Das wäre eine ähnlich starke Rezession wie während der Ölkrise von 1975/76.[250] Gemäß provisorischen Ergebnissen ging das reale BIP 2020 um 2,9 % zurück und damit deutlich stärker als 2009 in der Finanzkrise (−2,1 %).[251]
- 2020 wurden in der Schweiz 236.828 neue Personenwagen zugelassen, so wenige wie seit der Ölkrise Mitte der 1970er Jahre nicht mehr.[252]

### Frankreich
Während der COVID-19-Pandemie in Frankreich wurden im April 2020 innerhalb eines Monats 800.000 Personen arbeitslos. Die OECD prognostizierte für das Land für das Gesamtjahr 2020 ein Minus der Wirtschaftsleistung von mehr als elf Prozent, auch die französische Regierung geht davon aus. Zudem soll sich das Staatsdefizit von drei auf 11,4 Prozent erhöhen, die Gesamtverschuldung auf mehr als 120 Prozent des Staatshaushalts steigen.
Die französische Regierung rettete von der Pleite bedrohte Konzerne wie Renault und Air France-KLM mit Staatsgeldern. Weitere Firmen wie Einzelhandelsketten und Autozulieferer gelten jedoch als stark von der Insolvenz bedroht. Da der Lockdown in Frankreich schärfer war als etwa in Deutschland, standen hier mehr Unternehmen still, so etwa 75 Prozent der Baufirmen (Deutschland: 20 Prozent).
41 Prozent der Franzosen gaben an, eine Verschlechterung ihrer wirtschaftlichen Situation zu spüren, viele Betroffene berichteten über gesundheitliche Folgen wie Depressionen.

### Japan
In Japan, der viertgrößten Volkswirtschaft der Welt, fiel das Bruttoinlandsprodukt von Januar bis März auf das Jahr hochgerechnet um 3,4 %. Allerdings war die Wirtschaft bereits im Vorquartal um 7,3 % geschrumpft, vor allem wegen einer Mehrwertsteuererhöhung, durch die viele Käufe vorgezogen worden waren. Die Ausfuhren brachen im ersten Quartal 2020 um 6,0 % ein, der höchste Rückgang seit 2011. Für das laufende Quartal rechneten Volkswirte mit einem Minus bei der Wirtschaftsleistung von 22 %. Ein Konjunkturpaket von umgerechnet etwa einer Billion Euro sowie ausgeweitete Hilfsprogramme der Notenbank wurden angekündigt. Zur Finanzierung plante Ministerpräsident Shinzo Abe einen weiteren Nachtragshaushalt.

### USA
In den Vereinigten Staaten war die Arbeitslosenquote im März gegenüber Februar von 3,5 auf 4,4 % angestiegen. Allerdings gingen in die Monatsstatistik nur Werte bis zum Anfang März ein. Seitdem wurden mit Stand 14. Mai 36,5 Millionen Erstanträge auf Arbeitslosenhilfe erfasst. Für April wurde die Arbeitslosenquote mit 14,7 % bekanntgegeben (wobei allerdings nur Zahlen bis zur Monatsmitte erfasst sind), der höchste Stand seit dem Zweiten Weltkrieg. Die tatsächliche Arbeitslosenquote könnte jedoch höher liegen, da etwa acht Millionen Menschen als „abwesend aus nicht näher benannten Gründen“ gemeldet wurden, diese Zahl lag zuletzt bei etwa 620.000. Im Mai 2020 wurde ein von Analysten unerwarteter Rückgang der Arbeitslosigkeit in den USA auf 13,3 Prozent bekanntgegeben. Durch eine Lockerung der Sanktionen kam es zu Neueinstellungen, die Zahl der Beschäftigten außerhalb der Landwirtschaft stieg statt eines erwarteten Rückgangs um acht Millionen um 2,5 Millionen Menschen an.
Volkswirte schätzen, dass die US-Wirtschaft im ersten Quartal um bis zu 10,8 % zurückgegangen ist. Das entspräche dem stärksten Rückgang seit 1947. Der Umsatz im Einzelhandel brach so stark ein wie seit Beginn der Statistik 1992 nicht mehr, im März um 8,3 % und im April um 16,4 %. Im Vorjahresvergleich betrug der Rückgang im Einzelhandel im April 21,6 %. Dabei brachen insbesondere die Erlöse bei Möbeln, Elektronik und Bekleidung ein, letztere um 90 %. Auch die Industrieproduktion verzeichnete im März mit minus 5,4 % im Monatsvergleich den stärksten Rückgang seit 1946. Im April folgte dann ein weiterer Rückgang im Monatsvergleich um 11,2 %, der stärkste Einbruch seit dem Erhebungsbeginn im Jahr 1919. Die Autoproduktion brach um 70 % ein, auch der Bergbau war betroffen. Ebenso betraf die Krise die Bauwirtschaft. Nach einem Rückgang bereits im März fiel die Zahl der Wohnungsbaubeginne im April 2020 im Vergleich zum Vormonat um 30 %, die Zahl der Genehmigungen sank um 20,8 %. Die Verkehrs- und insbesondere die Luftverkehrsbranche der USA verzeichneten ebenfalls starke Rückgänge. US-Präsident Donald Trump kündigte bereits im März ein 50 bis 60 Milliarden Dollar starkes Hilfspaket für die Luftfahrtbranche des Landes an und sagte zu, den bereits zuvor angeschlagenen Flugzeughersteller Boeing retten zu wollen.
Bedingt durch die Pandemie stellten bekannte Unternehmen wie J. C. Penney oder die Hertz Autovermietung Insolvenzanträge.
Der FED-Präsident Jerome Powell verkündete am 18. Mai, dass er einen 30-prozentigen Rückgang der Wirtschaft im zweiten Quartal für möglich halte. Des Weiteren prognostizierte er einen Anstieg der Arbeitslosenquote auf 20 bis 25 %. Die Prognose zur Arbeitslosigkeit trat jedoch angesichts eines unvorhergesehenen Rückgangs im Mai zunächst nicht ein.

#### Maßnahmen
Die USA legten ein Konjunkturprogramm im Wert von zweieinhalb Billionen Euro (2,9 Billionen Dollar) auf.